# Fósil

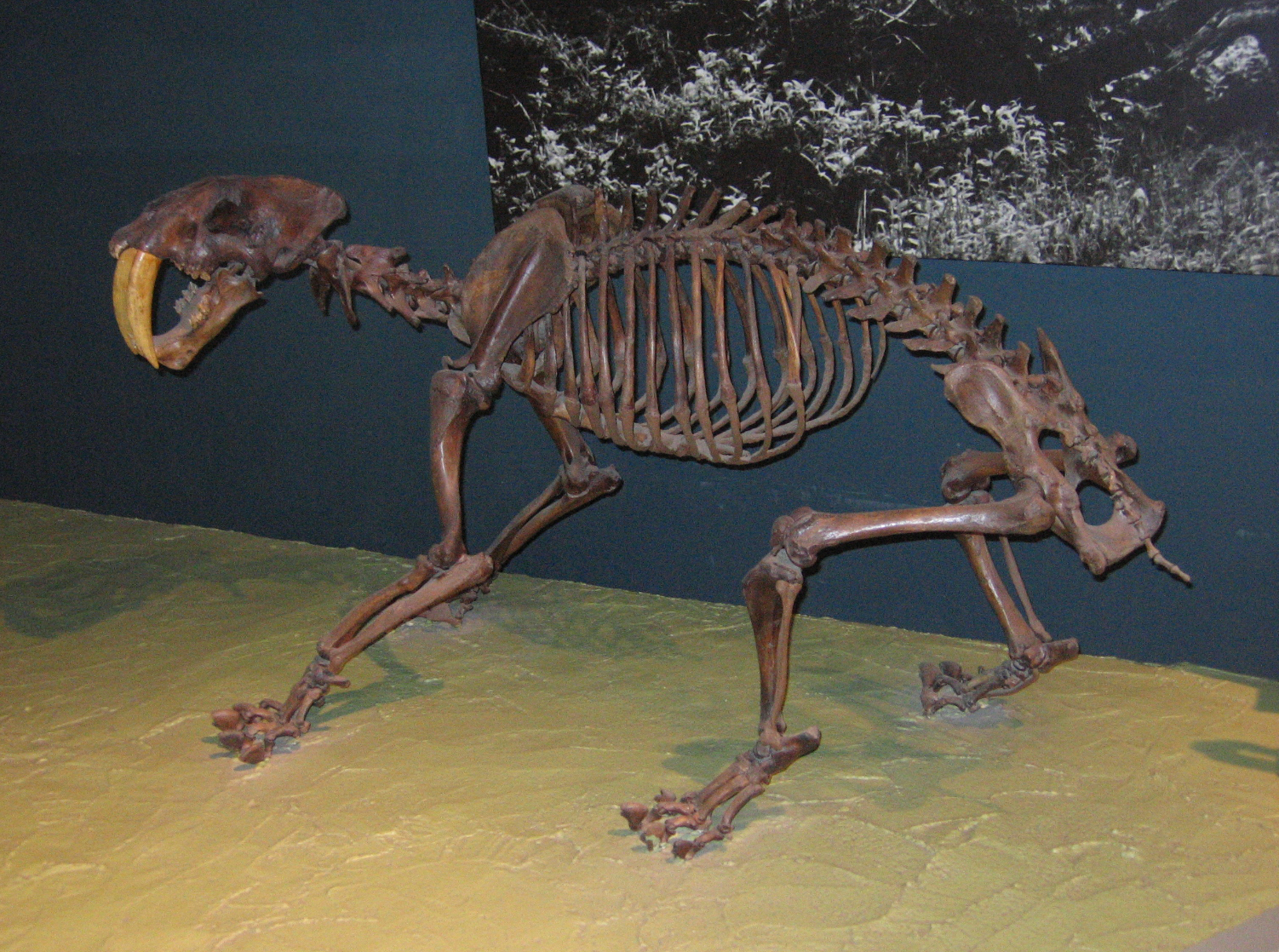
Esqueleto completo fosilizado del félido dientes de sable (Smilodon fatalis)

Los fósiles son los restos o señales de la actividad de organismos pretéritos. Dichos restos, conservados en las rocas sedimentarias, pueden haber sufrido transformaciones en su composición (por diagénesis) o deformaciones (por metamorfismo dinámico) más o menos intensas. La ciencia que se ocupa del estudio de los fósiles es la paleontología. Dentro de la paleontología están la paleobiología, que estudia los organismos del pasado —entidades paleobiológicas, que conocemos solo por sus restos fósiles—, la biocronología, que estudia cuándo vivieron dichos organismos y la tafonomía, que se ocupa de los procesos de fosilización.

## Etimología y evolución del término

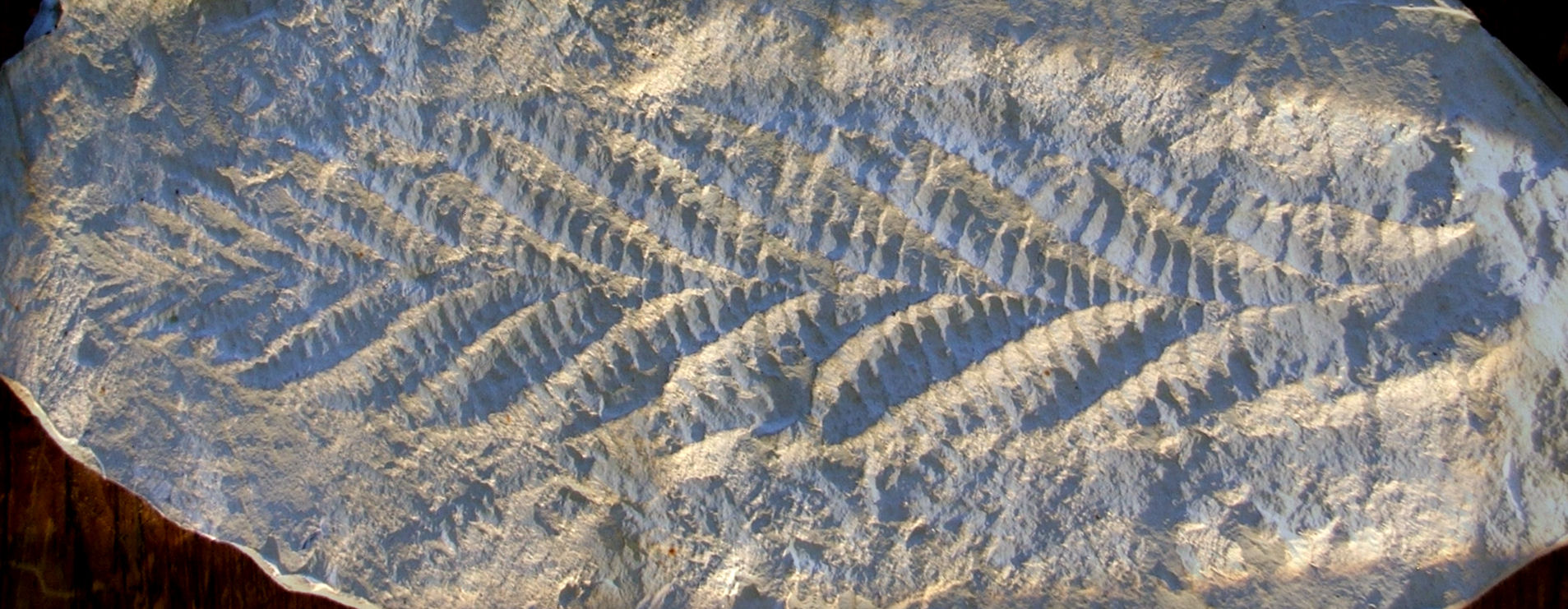
Fósil de Charnia, el primer organismo complejo Precámbrico conocido; perteneciente a la biota del periodo Ediacárico.

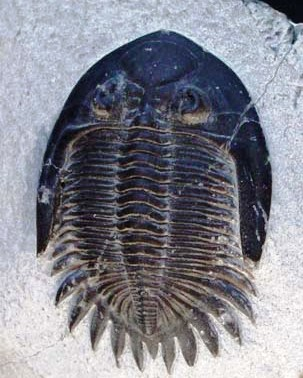
Fósil de trilobites.

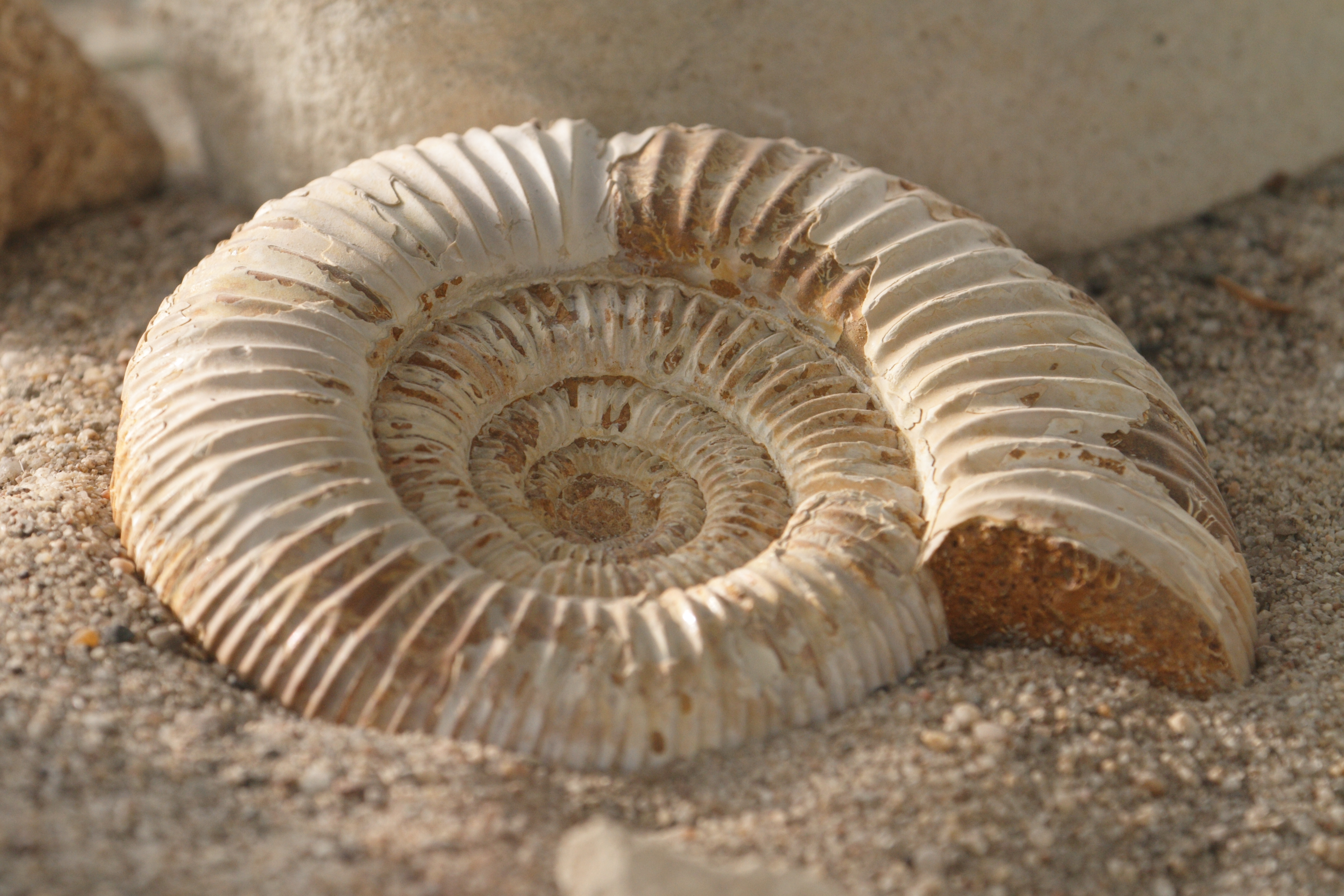
Fósil de ammonites.

El vocablo fósil se deriva del verbo latino fodere, 'excavar', a través del sustantivo fossile, 'aquello que es excavado'.
A lo largo de toda la historia, y antes, en la prehistoria, el hombre ha encontrado fósiles, restos de seres vivos petrificados por los minerales con los que se hallaban en contacto. Fueron esos minerales los que sustituyeron o preservaron su forma externa.
El hombre primitivo les atribuía un significado mágico. Los autores de la Antigüedad clásica los habían observado y, en general, interpretado correctamente. El término fósil lo empleaba ya Plinio en el siglo I, y su uso fue recuperado en el siglo XVI por Agricola, aludiendo a su carácter de cuerpo enterrado (como derivado de fossa) e incluía tanto los restos orgánicos como los cuerpos minerales integrados en los materiales de la corteza terrestre. Esta situación se mantuvo hasta principios del siglo pasado, si bien es verdad que los auténticos fósiles solían diferenciarse como fósiles organizados.
El geólogo británico Lyell definió a los fósiles como restos de organismos que vivieron en otras épocas y que actualmente están integrados en el seno de las rocas sedimentarias. Esta definición conserva su validez, aunque actualmente el término tiene una mayor amplitud, ya que se incluyen en él las manifestaciones de la actividad de organismos como excrementos (coprolitos), restos de construcciones orgánicas, huellas de pisadas, impresiones de partes del cuerpo, dentelladas (icnofósiles), etc.

## Localización

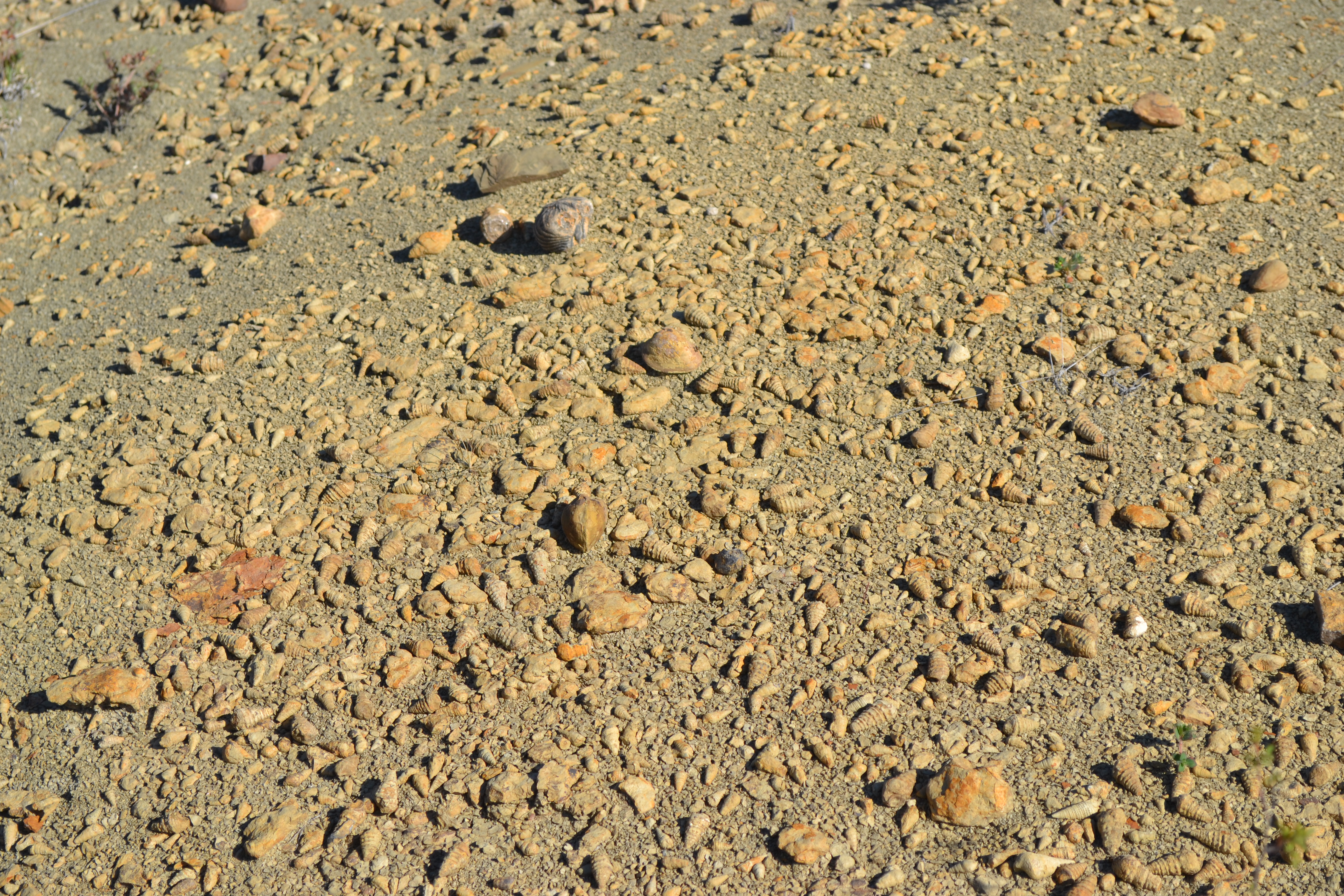
Afloramiento con abundantes fósiles de gasterópodos y bivalvos (moldes internos), expuestos en la superficie del terreno por la erosión (reelaborados). Región de Puebla, México.

Existen regiones de la Tierra que son conocidas por su particular riqueza en fósiles; por ejemplo, las pizarras de Burgess Shale en la Columbia Británica de Canadá, la caliza de Solnhofen o los estratos ricos en dinosaurios de la Patagonia.
En España, destacan Atapuerca y Las Hoyas. El primero es un rico yacimiento del Pleistoceno donde se han encontrado, entre otros, abundantes fósiles de homínidos. El segundo es conocido por la presencia de Iberomesornis.

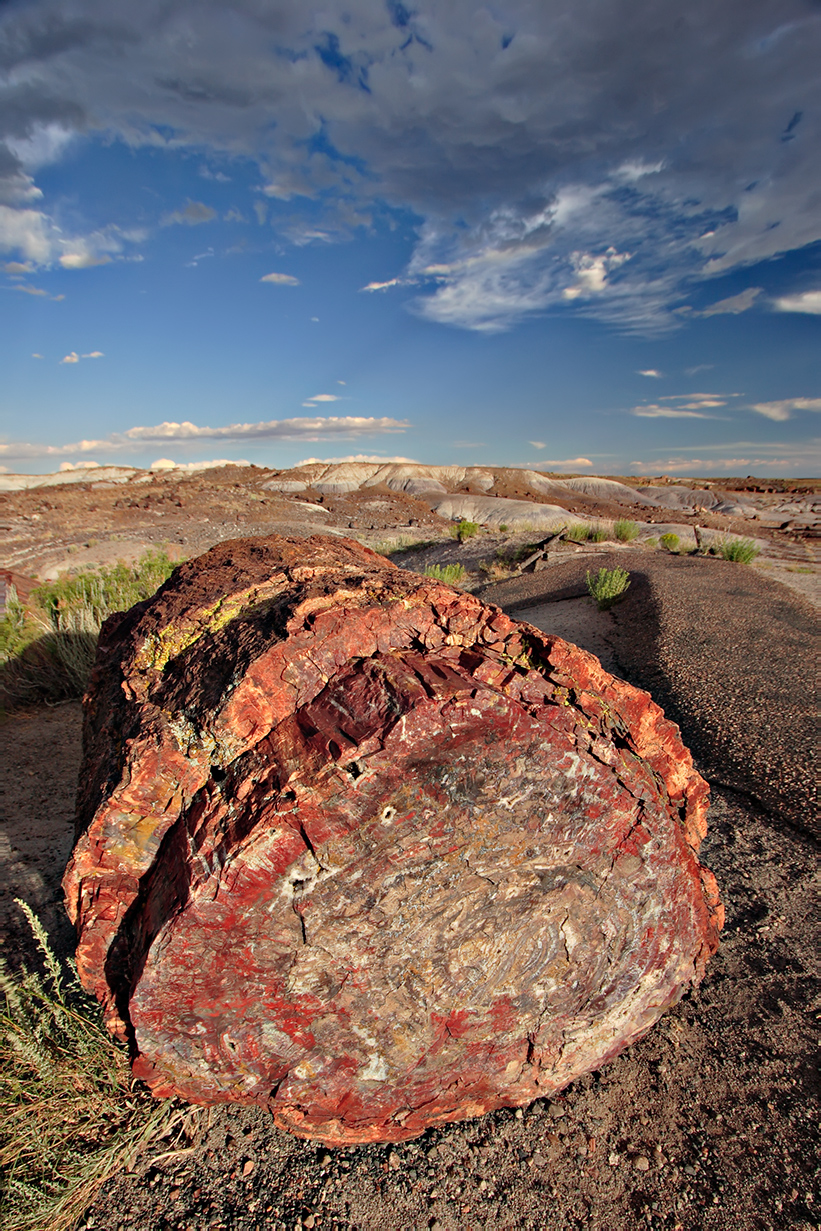
Tronco petrificado de Araucarioxylon arizonicum. Los materiales originales han sido sustituidos por otros minerales, sin perder la estructura.

Los lugares que hacen posible una preservación excepcional (incluso a veces conservando señales de tejidos blandos) son conocidos como Lagerstätten (lugares de descanso o almacenamiento, en alemán).

## Tipos de fósiles
Los fósiles más antiguos son los estromatolitos, que consisten en rocas formadas por la precipitación y fijación de carbonato cálcico, merced a la actividad bacteriana. Esto último se ha podido saber gracias al estudio de los estromatolitos actuales, producidos por tapetes microbianos. La formación Gunflint contiene abundantes microfósiles ampliamente aceptados como restos microbianos.
Hay muchas clases de fósiles. Los más comunes son restos de ammonoidea, caracoles o huesos transformados en piedra. Muchos de ellos muestran todos los detalles originales del caracol o del hueso, incluso examinados al microscopio. Los poros y otros espacios pequeños en su estructura se llenan de minerales.
Los minerales son compuestos químicos, como la calcita (carbonato de calcio), que estaban disueltos en el agua. El paso por la arena o el lodo que contenían los caracoles o los huesos y los minerales se depositaron en los espacios de su estructura. Por eso los fósiles son tan pesados.
Otros fósiles pueden haber perdido todas las marcas de su estructura original. Por ejemplo, una concha de caracol originalmente de calcita puede disolverse totalmente después de quedar enterrada. La impresión que queda en la roca puede llenarse con otro material y formar una réplica exacta de la concha. En otros casos, la concha se disuelve y tan solo queda el hueso en la piedra, una especie de molde que los paleontólogos pueden llenar con yeso para descubrir la forma del resto.
Desde un punto de vista práctico distinguimos:
- nanofósiles (visibles al microscopio electrónico).
- microfósiles (visibles al microscopio óptico).
- macrofósiles o megafósiles (aquellos que vemos a simple vista).

Los fósiles por lo general solo muestran las partes duras del animal o planta: el tronco de un árbol, el caparazón de un caracol o los huesos de un dinosaurio o un pez. Algunos fósiles son más completos: registran una mayor cantidad de información paleobiológica. Si una planta o animal queda enterrado en un tipo especial de lodo que no contenga oxígeno, algunas de las partes blandas también pueden llegar a conservarse como fósiles.
Los más espectaculares de estos "fósiles perfectos" son mamuts lanudos completos hallados en suelos congelados. La carne estaba tan congelada, que aún se podía comer después de 20 000 años. Los fósiles más recientes, por convenio, son los referidos a organismos que vivieron a finales de la última glaciación cuaternaria, es decir, hace unos 13 000 años aproximadamente. Los restos posteriores (Neolítico, Edad de los Metales, etc.) suelen considerarse ordinariamente como subfósiles.
Finalmente deben considerarse también aquellas sustancias químicas incluidas en los sedimentos que denotan la existencia de determinados organismos que las poseían o las producían en exclusiva. Suponen el límite extremo de la noción de fósil (marcadores biológicos o fósiles químicos).

### Icnofósiles

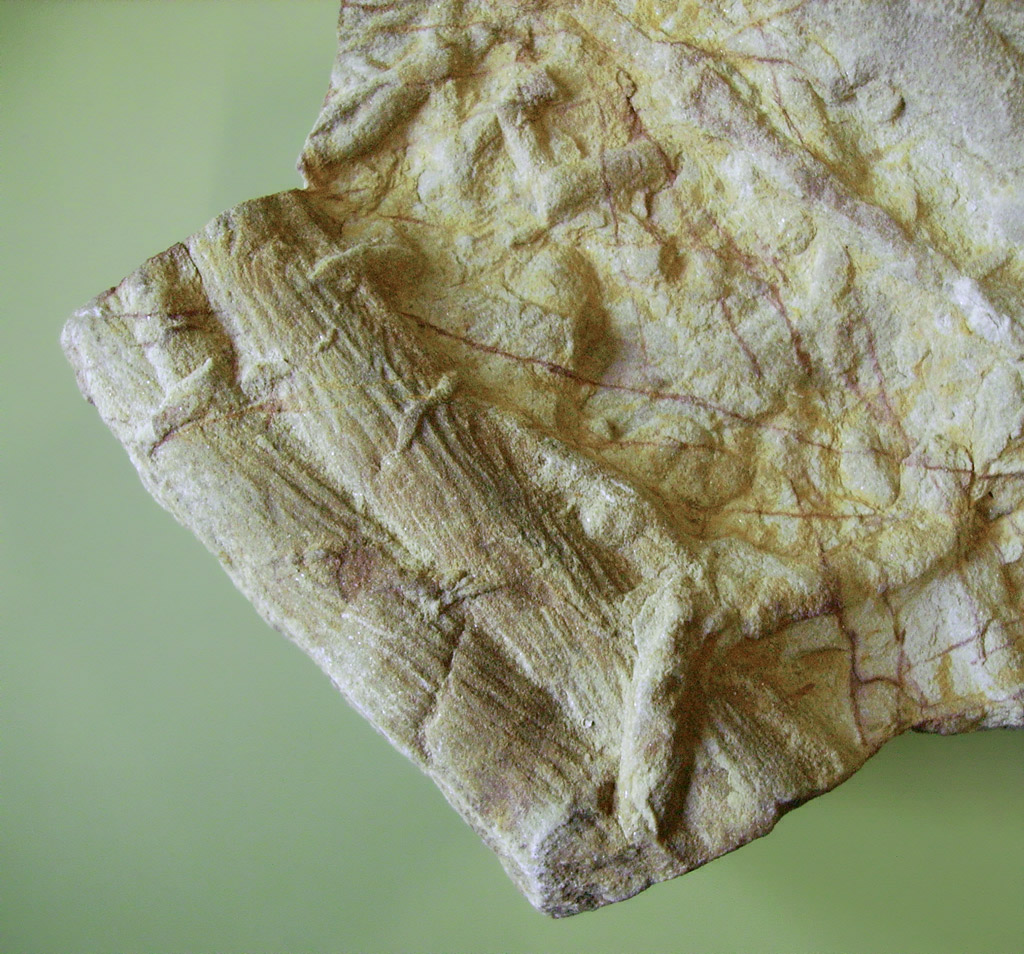
Cruziana, icnogénero asociado a la interacción de los trilobites con un fondo marino sin consolidar (contramolde en la base de un estrato).

Los icnofósiles son restos de deposiciones, huellas, huevos, nidos, bioerosión o cualquier otro tipo de impresión. Son el objeto de estudio de la paleoicnología.
Los icnofósiles presentan características propias que los hacen identificables y permiten su clasificación como parataxones: icnogéneros e icnoespecies. Los parataxones son clases de pistas fósiles agrupadas por sus propiedades comunes: geometría, estructura, tamaño, tipo de sustrato y funcionalidad. Aunque a veces diagnosticar la especie productora de un icnofósil puede resultar ambiguo, en general es posible inferir al menos el grupo biológico o el taxón superior al que pertenecía.
En los icnofósiles se pueden identificar varios tipos de comportamiento: filotaxia, fobotaxia, helicotaxia, homostrofia, reotaxia o tigmotaxia.
El término icnofacies hace referencia a la asociación característica de pistas fósiles, recurrente en el espacio y en el tiempo, que refleja directamente condiciones ambientales tales como la batimetría, la salinidad y el tipo de sustrato. Las pistas y huellas de invertebrados marinos son excelentes indicadores paleoecológicos, al ser el resultado de la actividad de determinados organismos, relacionada con ambientes específicos, caracterizados por la naturaleza del sustrato y condiciones del medio acuático, salinidad, temperatura y batimetría. Especialmente la profundidad del mar condiciona el género de vida de los organismos y, por tanto, no es de extrañar que se puedan distinguir toda una serie de icnofacies de acuerdo con la batimetría, cuya nomenclatura, debida a Seilacher, se refiere al tipo de pistas más frecuentes y más características de cada una.
Un icnofósil puede tener varias interpretaciones:
- Filogenética: Estudia la identidad del organismo productor. Da lugar a los parataxones.
- Etológica: Estudia el comportamiento del organismo productor.
- Tafonómica: Se interesa por la posición original y los procesos tafonómicos sufridos.
- Sedimentológica: Revela las condiciones paleoambientales de formación.
- Paleoecológica: Estudiada por las icnofacies.

### Microfósiles

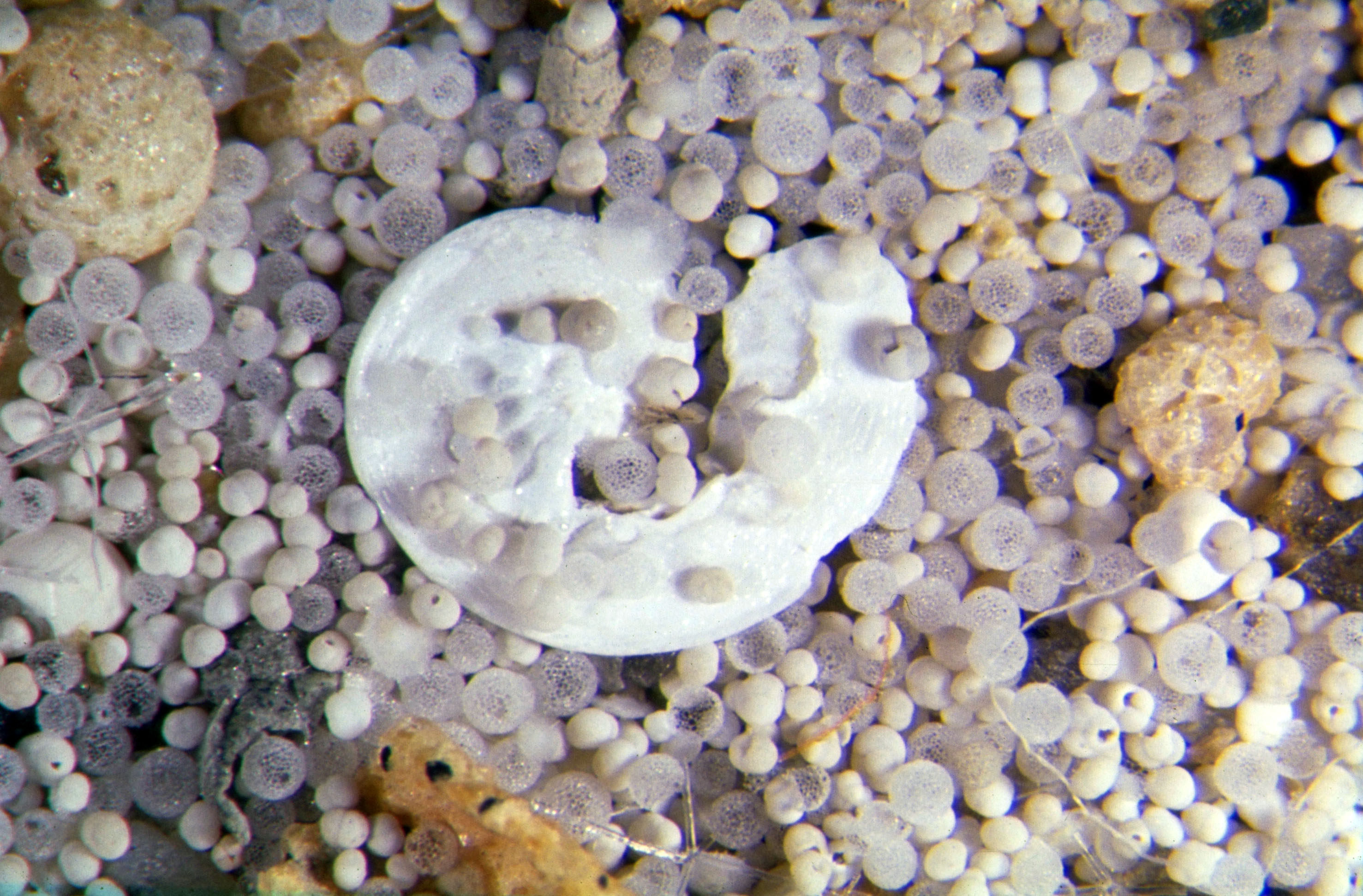
Microfósiles de sedimentos marinos.

"Microfósil" es un término descriptivo que se aplica al hablar de aquellos fósiles de plantas o animales cuyo tamaño es menor de aquel que puede llegar a ser analizado por el ojo humano. Normalmente se utilizan dos rasgos diagnósticos para diferenciar microfósiles de eucariotas y procariotas:
- Tamaño: Los eucariotas son sensiblemente mayores en tamaño a los procariotas, al menos en su mayoría.
- Complejidad de las formas: Las formas más complejas se asocian con eucariotas, debido la posesión de citoesqueleto.

### Resina fósil

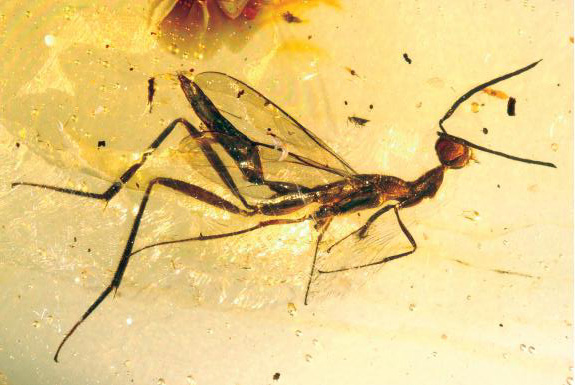
Fósil de un insecto (Leptofoenus pittfieldae) conservado en ámbar.

El ámbar (resina fósil) es un polímero natural encontrado en muchos tipos de estratos por todo el mundo, incluso en el Ártico. Se trata de la resina fosilizada de árboles hace millones de años. Se presenta en forma de piedras amarillentas.
En el ámbar pueden encontrarse fósiles de insectos y otros pequeños animales que, en su momento, quedaron atrapados por la resina.

### Pseudofósil

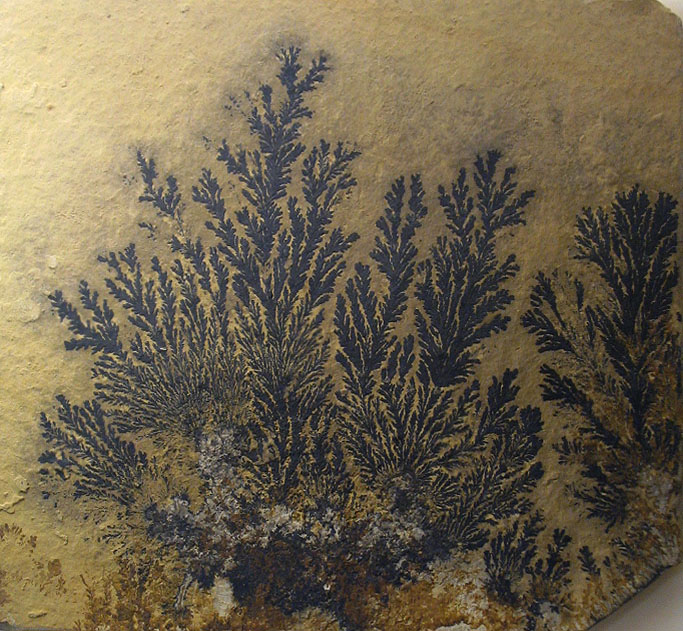
Pseudofósil: dendritas de pirolusita. Crecimientos minerales que asemejan restos vegetales.

Los pseudofósiles son patrones visuales o restos en rocas, producidos por procesos geológicos, que se asemejan a formas propias de los seres vivos o sus fósiles; un ejemplo clásico son las dendritas de pirolusita (óxido de manganeso, MnO2), que parecen restos vegetales. La interpretación errónea de los pseudofósiles ha generado ciertas controversias a lo largo de la historia de la Paleontología. En el año 2003, un grupo de geólogos españoles puso en entredicho el origen orgánico de los fósiles de Warrawoona que, según William Schopf, correspondían a cianobacterias que constituían el primer rasgo de vida sobre la Tierra hace 3500 millones de años. La base de tal replanteamiento era que estructuras filamentosas, similares a estos supuestos microfósiles de Warrawoona, pueden ser producidos a temperatura y presión ambiente por la combinación, en un medio alcalino, de una sal de bario y un silicato. Un nuevo estudio publicado en 2015 por la revista Proceedings of the National Academy of Sciences resolvió finalmente la controversia. Los investigadores David Wacey y Martin Saunders utilizaron microscopía electrónica de transmisión para examinar rebanadas ultradelgadas de los candidatos a microfósiles y así construir mapas a escala nanométrica de su tamaño, forma, química y distribución de carbón mineral. Esto hizo evidente que la distribución de carbono era diferente a todo lo visto en microfósiles auténticos y revelando su origen mineral.

### Fósil viviente
Un fósil viviente es un término informal usado para referirnos a cualquier especie viviente que guarde un gran parecido con una especie conocida por fósiles (se podría decir que es como si el fósil hubiera "cobrado vida").
Los braquiópodos son un ejemplo perfecto de "fósiles vivientes". Lingula es un braquiópodo actual del que se encuentran fósiles a través de todo el Cenozoico. Otro ejemplo es el celacanto. Fue una gran sorpresa encontrar este pez en las costas de África en 1938, cuando se pensaba que llevaban 70 millones de años extintos.

## Registro fósil
El registro fósil es el conjunto de fósiles existentes. Es una pequeña muestra de la vida del pasado distorsionada y sesgada. No se trata, además, de una muestra al azar. Cualquier investigación paleontológica debe tener en cuenta estos aspectos, para comprender qué se puede obtener a través del uso de los fósiles.

### Representatividad del registro fósil

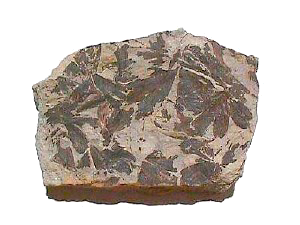
Muestra con hojas fósiles de un Ginkgo del Jurásico.

El número de especies totales (entre plantas y animales) descritas y clasificadas asciende a 1,5 millones. Este número sigue en aumento, pues se descubren aproximadamente diez mil insectos cada año (existe una gran diversidad de insectos, se conocen 850 000 especies). Se estima que solo falta un centenar de especies de aves por describir (existe una baja diversidad de aves, pues solo se conocen 8600 especies). Las estimaciones sobre las especies vivas posibles son de cinco millones. Se conocen unas 300 000 especies de fósiles, es decir, el 20 % del número de especies vivientes conocidas y menos del 6 % de las probables. El registro fósil abarca desde hace 3770 millones de años hasta la actualidad; sin embargo, el 99 % de sus representantes se encuentran desde hace 545 millones de años hasta ahora. Son comparaciones asombrosas si consideramos que el registro fósil incluye centenares de millones de años y que la fauna y la flora vivientes representan solo un instante de tiempo geológico. Si la conservación de los fósiles fuera aceptablemente buena, sería previsible que el número de especies extintas superara en mucho el número de las especies actuales.
Hay varias explicaciones posibles a la pobreza relativa en especies extintas:
- Fuerte crecimiento en la diversidad biológica a través del tiempo. Esto provoca que los expertos se pregunten si existía falta de variedad en el pasado geológico.
- Puesto que la diversidad se mide por el número de taxones (especies, géneros, familias, etc.) que vivieron durante un intervalo de tiempo definido, y que no todos los tiempos geológicos poseen la misma, hay que tener en cuenta el hecho de que algunas partes de la columna geológica son mejor conocidas que otras. El número de paleontólogos que trabajan en el Paleozoico y Precámbrico representa un porcentaje muy bajo; sin embargo, la extensión de estos terrenos es considerable.
- Las rocas más recientes afloran en áreas mayores porque están más cerca de la "parte alta del montón"

Todo sugiere que la diversidad actual puede no ser apreciablemente más alta que la media en todo el tiempo que va desde el Cámbrico. Por lo tanto la baja cifra de especies extintas no puede explicarse satisfactoriamente por la idea de que la diversidad crece con el progreso evolutivo. Las especies se extinguen y son reemplazadas por otras durante el curso del tiempo geológico. Se ha sugerido el plazo de 12 millones de años para un reemplazo completo de todas las especies. La duración de los distintos biocrones está entre 0,5 y 5 millones de años (2,75 millones de años el biocrón medio). Finalmente, como conclusión, la cantidad de especies extintas estimadas es:

## Fosilización
Para que un resto corporal o una señal de un organismo merezca la consideración de fósil es necesario que se haya producido un proceso físico-químico que le afecte, conocido como fosilización. En este proceso se pueden producir transformaciones más o menos profundas que pueden afectar a su composición y estructura. Este proceso va en función del tiempo, por lo que debe haber transcurrido un determinado intervalo a partir del momento de producción del resto para que llegue a la consideración de fósil.
La fosilización es un fenómeno excepcionalmente raro, ya que la mayoría de los componentes de los seres vivos tienden a descomponerse rápidamente después de la muerte.

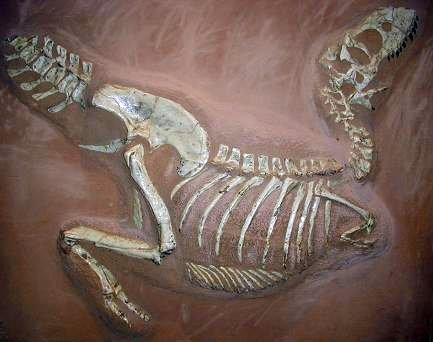
Molde en yeso de un Tarbosaurus en el Museo de Historia Natural de Westfalia (Münster, Alemania). El fósil original se encuentra en el Instituto Paleontológico de Moscú.

La permineralización ocurre después del enterramiento, cuando los espacios vacíos en un organismo (espacios que en vida estaban llenos de líquido o gas) se llenan con agua subterránea, y los minerales que esta contiene precipitan, llenando dichos espacios.
En muchos casos los restos originales del organismo han sido completamente disueltos o destruidos.

### Procesos de descomposición
Son los principales responsables en el mundo. Su efecto es la rareza con que se conservan partes orgánicas blandas (0.01 % de los individuos en una comunidad marina solo tienen partes blandas). La presencia de partes blandas son indicativas de condiciones sedimentológicas y diagenéticas excepcionales.

#### Procesos de descomposición aeróbica
Son los más rápidos y eficaces para la biodegradación. Por ello, las condiciones anóxicas son un requisito previo a la preservación de organismos ligeramente mineralizados y de partes blandas. La demanda de oxígeno para la descomposición en un medio aeróbico es muy alta (1 mol de Corg. requiere 106 moles de O2). Una reacción estándar sería así:

#### Efectos de la descomposición
La descomposición es la principal fuente de pérdida de información en el registro fósil y la mineralización es la única vía de frenarla. Los tejidos pueden conservarse como permineralizaciones, residuos orgánicos alterados o, con el deterioro prolongado, como improntas. Si la descomposición supera a la mineralización, se destruyen los tejidos y solo se conservan refractarios como la quitina, la lignina o la celulosa.

#### Caracterización de la descomposición
La descomposición en el registro fósil puede caracterizarse a tres niveles:
1. Identificación de la descomposición y pérdida de información en la estructura de organismos fósiles.
2. Reconocimiento de minerales particulares y los marcadores geoquímicos asociados a regímenes particulares de descomposición.
3. Preservación de microbios fósiles involucrados en el proceso de descomposición.

#### Origen, acumulación y preservación de la materia orgánica

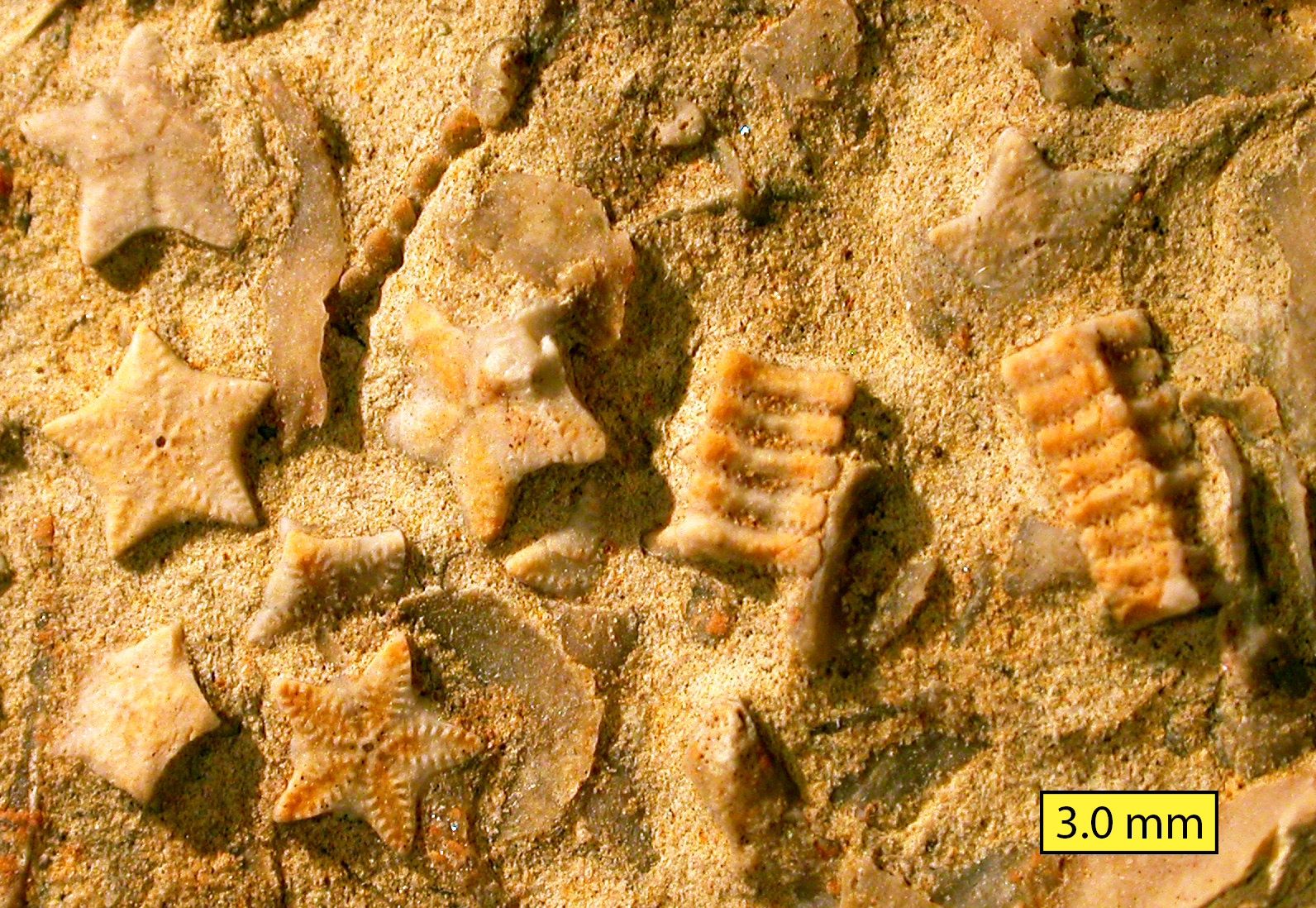
Concentración de artejos desarticulados de crinoideo (Isocrinus nicoleti).

La mayor parte se recicla (dando lugar a CO2) dentro de la columna de agua, particularmente en la zona eufótica. Una proporción relativamente pequeña de la materia orgánica producida pasa a formar parte de los sedimentos adyacentes, y quedan afectadas por los modificadores del flujo orgánico (bioestratinómicos), que son la foto-oxidación, la actividad microbiana y los organismos detritívoros.

### Procesos fosildiagénicos
La materia orgánica incluye además de lípidos libres, biopolímeros como los hidratos de carbono, proteínas, quitina y lignina, algunos de los cuales serán utilizados para su consumo y modificación por organismos bentónicos y diversos microorganismos. El resto, no utilizado de esta manera, puede sufrir policondensación para formar geopolímeros, y pasa a formar parte del protoquerógeno, precursor del querógeno. Con el entierro del sedimento, la creciente condensación e insolubilización produce la lenta conversión diagenética a querógeno que constituye el volumen de la materia orgánica en antiguos sedimentos.

#### Marcadores biológicos y sus utilidades
Las moléculas orgánicas (fósiles químicos) son abundantes en muchos sedimentos y rocas sedimentarias, y se denominan marcadores biológicos "biomarker". Su estudio e identificación requieren técnicas sofisticadas de toma de muestra y análisis. Conservan un registro muy detallado de la actividad biológica del pasado y están relacionados con moléculas orgánicas actuales. Las posibles fuentes de marcadores biológicos en muestras geológicas son tantas como moléculas se conocen en los organismos.

#### Rocas madre en la generación de hidrocarburos
Una roca madre es un volumen rocoso que ha generado o ha estado generando y expeliendo hidrocarburos en cantidades suficientes para formar acumulaciones de petróleo y gas. La mayoría de las rocas madre potenciales contienen entre 0,8 y 2 % de carbono orgánico. Se acepta un límite aproximado del 0,4 % como el volumen más bajo de carbono orgánico para la generación de hidrocarburos, estando el óptimo por encima del 5-10 %. La naturaleza de los hidrocarburos generados depende fundamentalmente de la composición del querógeno, que puede estar constituido por dos tipos de materia orgánica:
- Proveniente de restos de plantas terrestres, en cuyo caso los sedimentos liberarán gas principalmente.
- Proveniente de medios acuáticos (marino o lacustre) con bacterias, algas, fito y zooplancton, en cuyo caso producirán petróleo con la maduración suficiente.

### Procesos destructivos físico-químicos

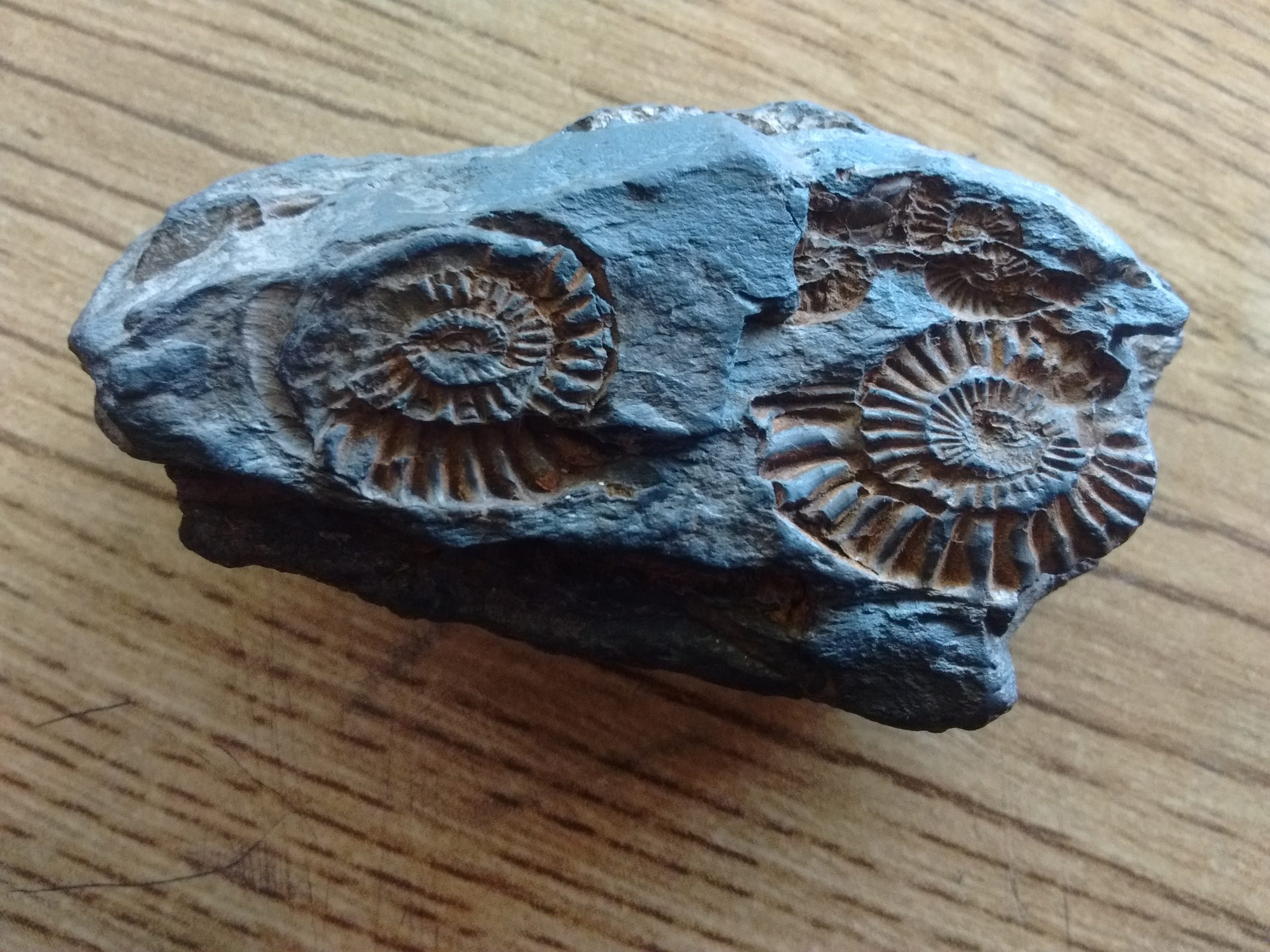
Moldes externos de amonites.

La durabilidad de los esqueletos es la resistencia relativa de estos a la fractura y destrucción por agentes físicos, químicos y bióticos. Estos procesos destructivos pueden dividirse en cinco categorías que siguen un orden más o menos secuencial:
1. Desarticulación: Es la disgregación de esqueletos constituidos por elementos múltiples a lo largo de junturas o articulaciones preexistentes (puede darse incluso antes de la muerte, como en mudas o exuvios de muchos artrópodos). La descomposición destruye los ligamentos que unen los osículos de equinodermos en unas pocas horas o días después de la muerte. Los ligamentos como los de los bivalvos, compuestos por conquiolina, son más resistentes y pueden permanecer intactos durante meses a pesar de la fragmentación de las conchas.
2. Fragmentación: Se produce por el impacto físico de objetos y por agentes bióticos como predadores (incluso antes de la muerte) y carroñeros. Algunas formas de rotura nos permiten identificar al predador. Las conchas tienden a romperse a lo largo de líneas de debilidad preexistentes como líneas de crecimiento o de ornamentación. La resistencia a la fragmentación está en función de varios factores:
  - Morfología del esqueleto.
  - Composición.
  - Microestructura, espesor y porcentaje de matriz orgánica.
3. Abrasión: Es el resultado del pulido y molienda de los elementos esqueléticos, produciendo un redondeamiento y una pérdida de los detalles superficiales. Se han realizado estudios semicuantitativos de las proporciones de abrasión, introduciendo conchas en un tambor rotatorio con gravas silíceas.[17] Su grado de intensidad está relacionado con diversos factores:
  - La energía del medio.
  - El tiempo de la exposición.
  - El tamaño de la partícula del agente abrasivo.
  - La microestructura de los esqueletos.
4. Bioerosión: Solo se puede identificar cuando está asociada a fósiles reconocibles como esponjas clionas y algas endolíticas. Su acción destructora es muy alta en medios marinos poco profundos, donde se puede observar actualmente una pérdida de peso del 16 al 20 % en las conchas de moluscos contemporáneos. No está claro si dichas proporciones se mantenían en el Paleozoico, cuando las esponjas clionas eran menos abundantes.
5. Corrosión y disolución: Es el resultado de la inestabilidad química de los minerales que forman los esqueletos en la columna de agua o en los poros del sedimento. La disolución puede empezar en la interfase sedimento-agua y puede continuar a profundidades considerables dentro del sedimento. La bioturbación de los sedimentos normalmente favorece la disolución por la introducción de agua marina dentro del sedimento que a la vez favorece la oxidación de sulfuros.
6. Corrasión: En la práctica, los efectos de abrasión mecánica, la mayoría de los de bioerosión y de corrosión son difíciles de distinguir en los fósiles. Algunos autores proponen el término de corrasión para indicar el estado general de las conchas, resultado de cualquier combinación de estos procesos. El grado de corrasión proporciona un índice general del tiempo que los restos han estado expuestos a estos tres procesos.

Los procesos destructivos de desarticulación, fragmentación y corrasión son muy evidentes en el registro fósil. Estos procesos afectan de manera diferente a los distintos tipos de esqueletos. La mayoría de los organismos marinos se puede asignar a una de las cinco categorías arquitectónicas de esqueleto: macizo, arborescente, univalvo, bivalvo o de elementos múltiples.
- Esqueletos macizos: Resistentes a la rotura y muy resistentes a la destrucción mecánica. Sin embargo, al permanecer en el suelo del mar intervalos prolongados de tiempo, presentan a menudo efectos de corrasión en mayor magnitud que otros esqueletos.
- Esqueletos arborescentes: Son los indicadores más sensibles de fragmentación; una ausencia de rotura en tales esqueletos es un indicador excelente de mínima perturbación del ambiente sedimentario.
- Esqueletos bivalvos: Se desarticulan con relativa rapidez después de la muerte, aunque aquellos con ligamentos de conquiolina pueden permanecer articulados durante períodos prolongados.
- Esqueletos de elementos múltiples: Son los mejores indicadores de un rápido enterramiento.

Cuando se toman en conjunto los distintos tipos de esqueletos y sus sensibilidades a los agentes destructivos, nos encontramos con unos excelentes indicadores de los procesos sedimentarios, lo que puede usarse para definir distintas tafofacies.

### Transporte e hidrodinámica
Si se considera como partículas sedimentarias los restos esqueléticos de los organismos, se podrá realizar estudios sobre su comportamiento hidrodinámico (conchas de braquiópodos, bivalvos, gasterópodos, cefalópodos, ostrácodos y crinoideos). En general se conoce poco del comportamiento hidrodinámico de estas partes duras, tan abundantes e importantes ecológicamente en ambientes de aguas poco profundas de medios modernos y del registro fósil. El comportamiento hidrodinámico de las conchas es complejo e imprevisible, principalmente debido a la gran diversidad de formas involucradas.

### Fosildiagénesis

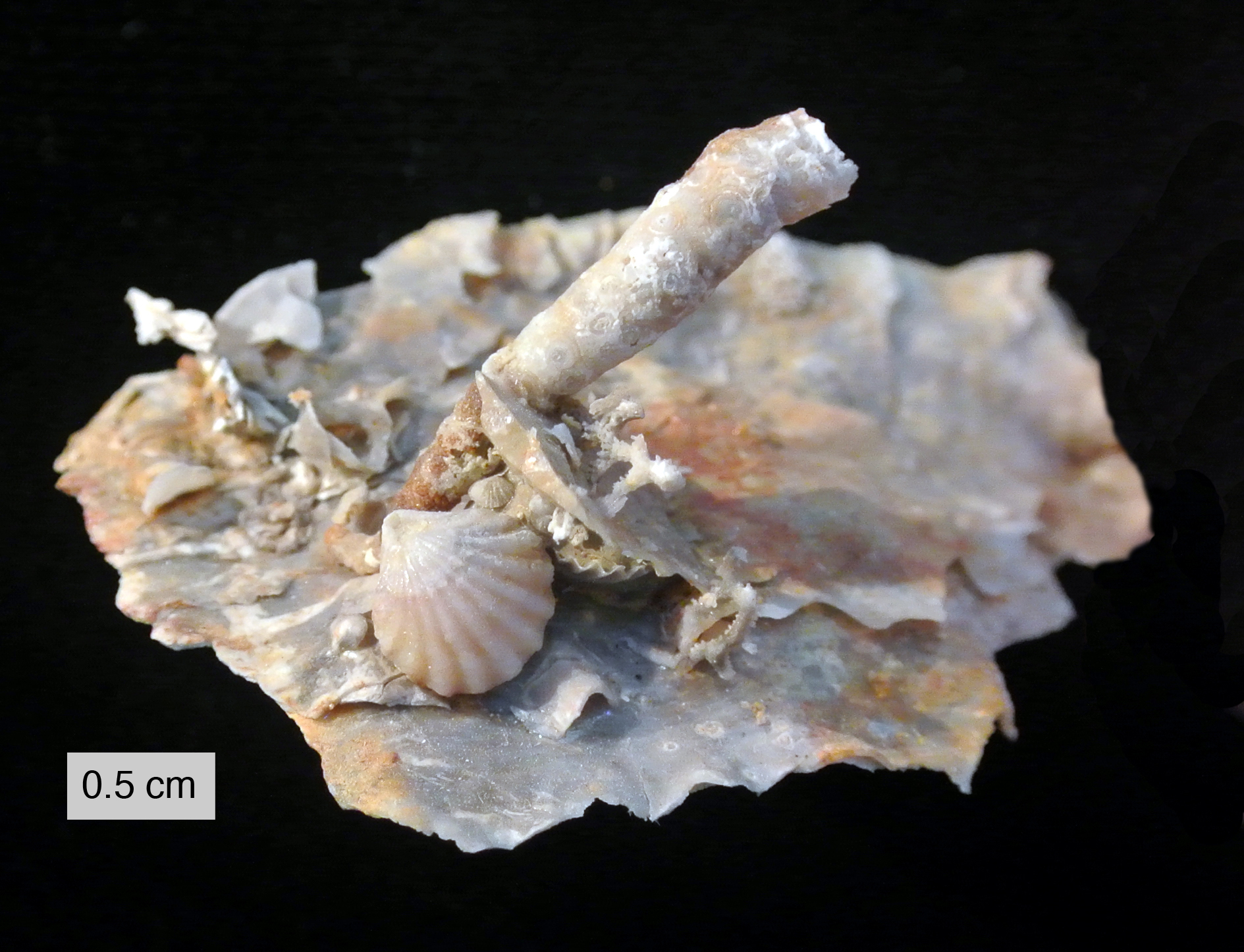
Esclerobiontes silicificados del Pérmico

La comprensión de los procesos diagenéticos es fundamental para interpretar correctamente la mineralogía original, estructura de esqueletos y conchas, sus afinidades taxonómicas y su paleoecología. Un problema que se plantea muy frecuentemente es deducir cual ha sido la mineralogía original de grupos extintos (corales rugosos, arqueociátidos, estromatopóridos...). La transición hasta el estado de fósil depende mucho de la composición esquelética.

#### Esqueletos carbonatados
Después del enterramiento el carbonato se altera en mayor o menor magnitud durante la diagénesis temprana.

#### Esqueletos de aragonito
El aragonito normalmente se transforma en calcita mediante uno de estos procesos principalmente:
- Disolución total: Si las aguas de la zona vadosa no están saturadas en carbonatos se produce la disolución total del esqueleto y el relleno por calcita. El área vacía reproduce un molde de la concha y no se conserva la estructura de la concha. Se pueden formar drusas con cristales hacia el centro. El tiempo que dura el proceso es variable.
- Calcificación: En este segundo caso los esqueletos de las conchas preservan las estructuras relictas (distintas capas o lamelas de las conchas). Incluso se pueden preservar cristales enteros de aragonito que nos dan una información muy valiosa. El reemplazamiento se produce de forma gradual y respeta la estructura original.

#### Esqueletos de calcita
En general, los esqueletos fósiles que estaban constituidos por calcita mantienen frecuentemente esta composición original (a menos que se hayan silicificado o dolomitizado). El contenido en magnesio tiende a reducirse, de forma que puede haber alteración diagénica con alto o bajo contenido de calcita. Existen técnicas especiales como la catodoluminiscencia que permiten determinar su contenido original a partir de áreas relictas que han conservado su composición original.

#### Nódulos de carbonato y calizas litográficas
La preservación de partes blandas está asociada en muchas ocasiones con la precipitación de carbonatos en forma de nódulos y estratificados, como es el caso de las calizas litográficas. Los nódulos carbonatados están constituidos por siderita o calcita y asociados a sedimentos arcillosos ricos en microorganismos. Contienen fósiles que a menudo se conservan en tres dimensiones incluyendo a veces partes blandas fosilizadas. Su tamaño varía entre 10 y 30 centímetros aunque se han encontrado de hasta 10 metros (incluyendo un plesiosaurio completo). El contenido en microorganismos y su descomposición son los factores primarios que controlan el grado de anoxia, Eh y pH. En presencia de oxígeno, la respiración microbiana produce CO2 que se acumula en el agua de los poros del sedimento, favoreciendo la disolución de los carbonatos
En ausencia de oxígeno las bacterias del sedimento utilizan una serie de oxidantes alternativos en el proceso de la respiración (Mn, NO3-, Fe o SO42-) y cuando todos los oxidantes han desaparecido son las reacciones de fermentación las que dominan produciéndose metano. Las calizas litográficas se forman en medios lacustres y marinos, son de grano muy fino y finamente bandeadas. Un ejemplo son las famosas calizas de Solnhofen del Jurásico de Baviera que contienen los fósiles de Archaeopteryx. El carbonato en estos depósitos se puede originar a partir de una fuente biogénica (como algas calcáreas) o como un precipitado químico.

#### Fósiles piritizados
La pirita sedimentaria se encuentra como un componente menor de sedimentos marinos clásticos tanto actuales como antiguos. Los estudios en sedimentos actuales han demostrado que la formación de pirita autigénica se suele dar en la diagénesis muy temprana a tan solo unos centímetros por debajo de la interfase agua-sedimento. Un aumento de la cantidad de microorganismos o la profundidad de enterramiento, impide la difusión de oxígeno en el sedimento y los microorganismos se ven obligados a respirar anaeróbicamente. La mineralización detiene la pérdida de información asociada a la descomposición de macroorganismos y la precipitación de pirita en la diagénesis temprana es un importante medio para la preservación de los fósiles. En los tejidos blandos como músculos y también quitina, durante la diagénesis temprana se puede producir la piritización. Cuando la descomposición es más avanzada y por lo tanto más tardía la formación de pirita, se destruirán tejidos blandos y solo los compuestos biológicos resistentes (denominados refractarios) como celulosa y lignina se conservan. Las partes biogénicas duras como las conchas (carbonato cálcico y magnesio) y los huesos (fosfato de calcio) son algunas de las estructuras biológicas más resistentes a la descomposición. De las dos, el carbonato de calcio es el más inestable y por consiguiente el que con más probabilidad puede ser reemplazado por pirita. La pirita sedimentaria presenta varias morfologías:
- Framboides: Agregados esféricos de microcristales en forma de cubos y octágonos en sedimentos arcillosos. Su tamaño varía de unas micras a aproximadamente 1 milímetro de diámetro.
- Sedimentos piritizados: Son sedimentos infiltrados en cavidades biogénicas que han sido consolidadas por pirita. Pueden llegar a reemplazar a los granos detríticos.
- Relleno de cavidades: El relleno por pirita euhedral de cavidades es muy común en sedimentos arcillosos. Dichas cavidades constituyen en muchos casos el espacio que ocupaban moluscos, braquiópodos y alvéolos de huesos.
- Incrustaciones: Son precipitaciones en la superficie exterior de los fósiles.
- Texturas pseudomórficas: En las pseudomorfosis, la pirita puede reemplazar tanto minerales detríticos como fósiles, incluyendo también la preservación de estructuras sedimentarias, madrigueras y coprolitos.

La formación de pirita está controlada por la concentración de carbono orgánico, sulfato y minerales detríticos férricos. En un ambiente marino normal los minerales férricos y los sulfatos están presentes en abundancia y la formación de pirita es controlada por el suministro de carbono orgánico. Sin embargo, en ambientes de agua dulce la formación de pirita está muy limitada por la baja concentración de sulfato.

#### Preservación fósil como fosfato primario
El fósforo es un elemento fundamental en la vida. Se concentra en tejidos duros, como huesos o algunas cutículas, o más a menudo en partes blandas. Por consiguiente no sorprende que esté involucrado en la fosilización. El esqueleto de vertebrados está principalmente compuesto de hidroxiapatito (Ca10(PO4)6(OH)2). Algunos OH pueden ser reemplazados localmente, por iones de F-, sobre todo en dientes, produciendo un hidroxi-fluorapatito menos soluble. Los caparazones fosfáticos de invertebrados tienen composiciones similares con alguna variación. La composición de los huesos fósiles contienen más flúor. El volumen medio del flúor de los huesos de peces marinos y de agua dulce es respectivamente 4300 ppm y 300 ppm, mientras que los fósiles contienen 22 100 ppm y 19 900 ppm de flúor.

#### Esqueletos calcáreos
Los esqueletos de carbonato de calcio pueden pasar a apatito sin cambio en la morfología externa. En ambientes naturales, esta alteración diagénica está asociada a depósitos de fosfato. La transformación bacteriana de organismos calcáreos en apatito se ha demostrado en laboratorio. Estas observaciones y experimentos hacen pensar en el siguiente posible mecanismo:
1. El fósforo necesario para reemplazar carbonato por apatito procede de los microorganismos del sedimento.
2. Los microorganismos (bacterias, algas, hongos) promueven la descomposición, liberando iones fosfato y acidificando el agua intersticial de los sedimentos (esta acidificación que puede ser muy localizada, promueve la disolución de los carbonatos). El fosfato liberado se combina con calcio para formar apatito que se forma preferentemente en la interfase carbono/microorganismo reemplazando al carbonato disuelto. Este reemplazamiento preserva la forma externa de la concha original y al igual que en la fosilización del apatito primario, el flúor juega un papel importante al ser la composición final carbonato-flúor-apatito.

#### Esqueletos silíceos
La fosfatización de sílice primaria también aparece en algunos esqueletos de radiolarios aunque este proceso todavía no es bien conocido.
El examen microscópico de muestras de fosforitas muestra que numerosos microorganismos sin caparazón mineralizado (algas, hongos, bacterias) mineralizan como apatito, aunque no tuvieran ningún precursor mineral. Un ejemplo bien conocido son los coprolitos fosfatizados donde la propia materia orgánica es reemplazada por apatito que conserva la forma exacta del objeto. Por ejemplo, las estrías de contracción de algunos coprolitos. La fosfatización de partes blandas también es frecuente; se conocen muchos ejemplos en artrópodos (copépodos, ostrácodos) que aparecen en nódulos calcáreos y fosfáticos dentro de calizas nodulares, o en coprolitos de grandes vertebrados.
Estudios en fosforitas y sobre la síntesis experimental del apatito han permitido realizar una estimación de las condiciones probables en la fosilización del apatito. Debido a sus requisitos de estabilidad, el apatito se forma preferentemente en un ambiente deficiente en oxígeno, a veces incluso en condiciones totalmente reductoras, como indica su frecuente asociación con pirita. Este ambiente se consigue fácilmente en medios con abundante materia orgánica, que es a su vez la principal fuente de fósforo.
La sílice puede reemplazar a la calcita y al aragonito de las conchas y permineralizar la madera. También puede formar nódulos o capas de sílex, reemplazando sedimentos carbonatados o precipitando directamente, envolviendo o rellenando fósiles o incluso restos de bacterias, microfósiles orgánicos y plantas que se preservan excepcionalmente, como en las Rhynie Chert (Escocia).
Hay tres modos comunes de reemplazo mineral de la concha:
- Como una corteza blanca granular.
- Como un reemplazo finamente granular.
- Como anillos concéntricos de sílice.

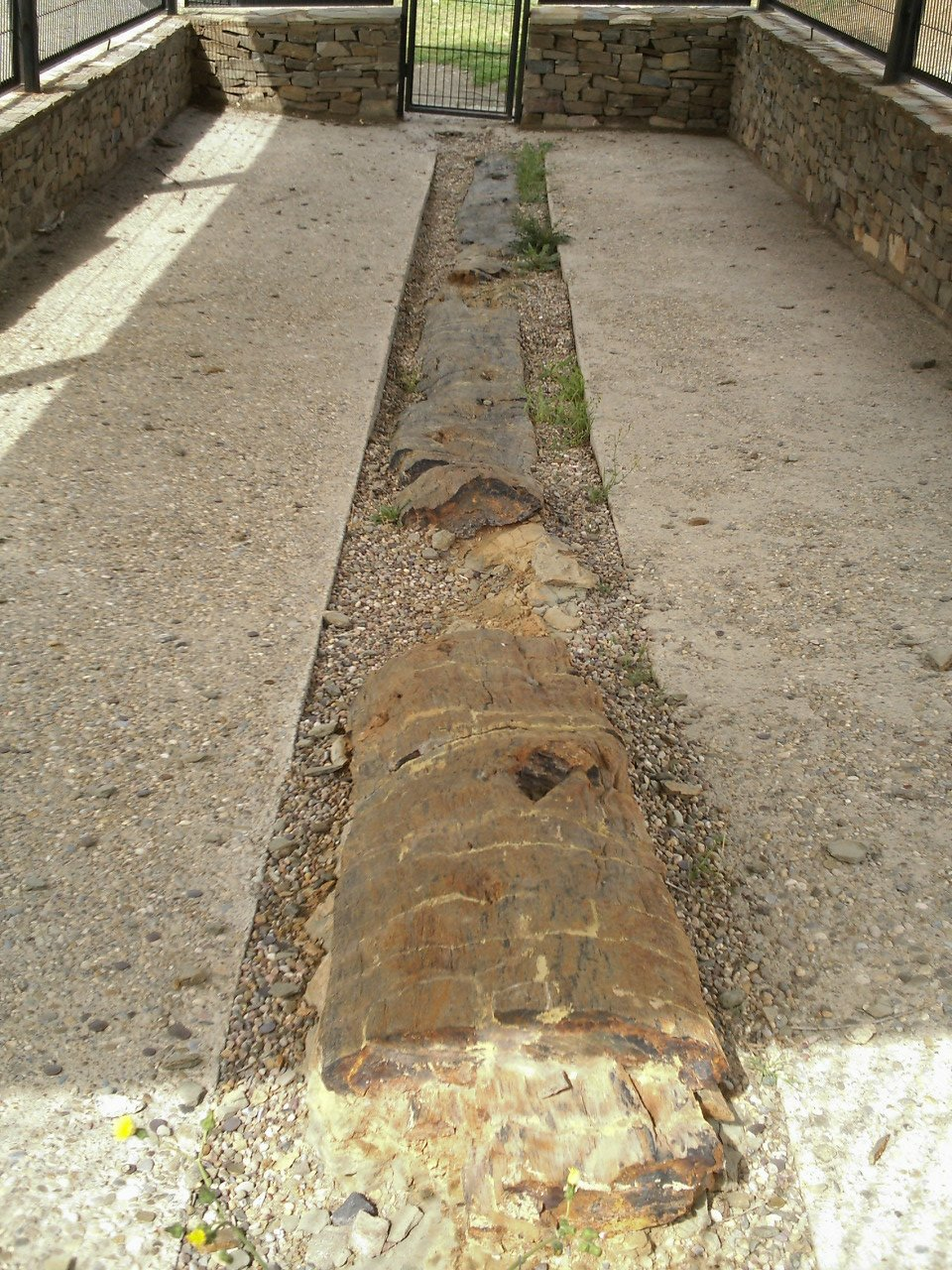
Tronco de árbol fosilizado en Igea, La Rioja (España).

#### Fosilización de restos vegetales
Las plantas están compuestas por varias partes (tallo, ramas, raíces, hojas, polen, frutos, semillas) algunas de las cuales se separan durante la vida, mientras otras lo hacen después de la muerte. Una adecuada comprensión de los procesos de dispersión que afectan a estas partes es muy importante en la interpretación correcta de las asociaciones paleoflorísticas. Estudios sobre dispersión de hojas por el viento muestran que viene determinada por su peso y forma.
Los restos vegetales se pueden conservar de varias formas:
- Permineralización.
- Preservación del material original.
- Carbonización.

## ADN en fósiles
Recientemente ha podido constatarse la posibilidad de extraer restos de ADN de fósiles, y amplificarlos mediante PCR. La evolución de estos conocimientos ha sido muy rápida, ya que si a finales de los 90 existían reticencias sobre la veracidad de los restos fósiles de ADN, para el año 2000 ya existían publicaciones y se había establecido una metodología. Por aquel entonces ya se habían extraído secuencias cortas de fósiles de Neandertal y de mamut. Años después, también hay multitud de ejemplos en plantas e incluso bacterias. Así, Golenberg y su equipo obtuvieron una secuencia parcial de ADN de cloroplasto perteneciente a un fósil de Magnolia latahensis. No obstante, se ha mantenido la controversia sobre la fiabilidad de los procedimientos utilizados. Este ADN fósil permitiría establecer relaciones filogenéticas entre distintos taxones, además de facilitar una visión global de las ramas evolutivas. Además, facilita la estimación en la tasa de mutación existente entre taxones relacionados. Los métodos propuestos son:

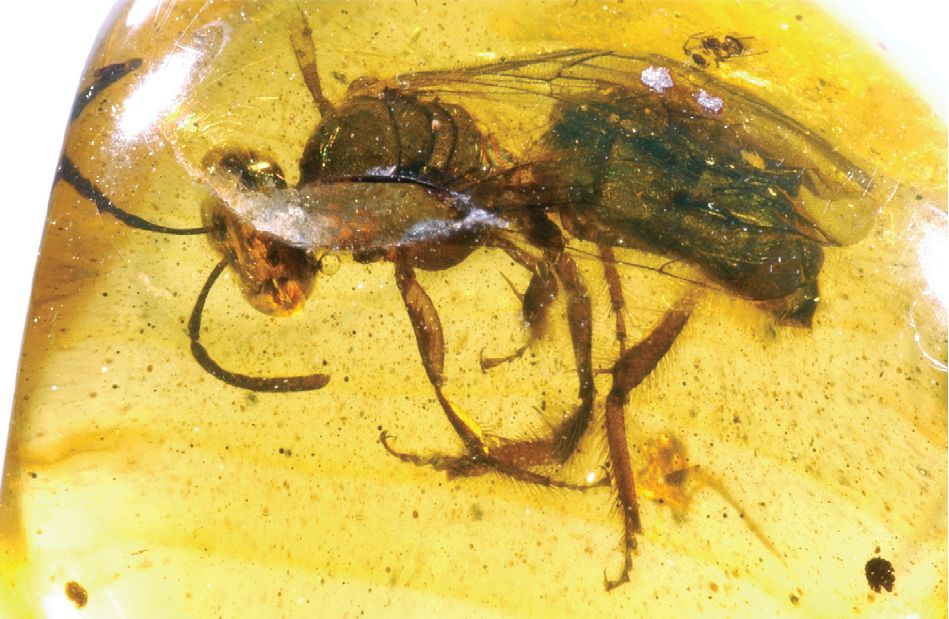
Insectos en ámbar.

- Extracción de ámbar: Esta sugerencia, en un principio inviable y ficticia, fue alimentada en la fantasía popular a través de la novela de ficción (y posterior película) Parque Jurásico. En este libro se sugería que insectos chupadores atrapados en ámbar podían preservar magníficamente ADN de otros animales, como por ejemplo, dinosaurios. En la realidad se ha podido extraer ADN de insectos conservados en ámbar de una antigüedad superior a 100 millones de años, sin embargo los fragmentos de ADN así obtenidos hasta ahora corresponden a los propios insectos, no a otros animales de los que hubieran podido alimentarse.[26]
- Extracción de cristales en huesos: Se ha observado que en los huesos a veces se forman cristales. Los científicos demostraron que el ADN contenido en estos cristales se conservaba en un relativo buen estado.[27]
- Extracción directa del fósil: Científicos argentinos aseguran que el ADN se mantiene incluso millones de años, por lo que se encuentran directamente en los restos.[28]

## Importancia científica

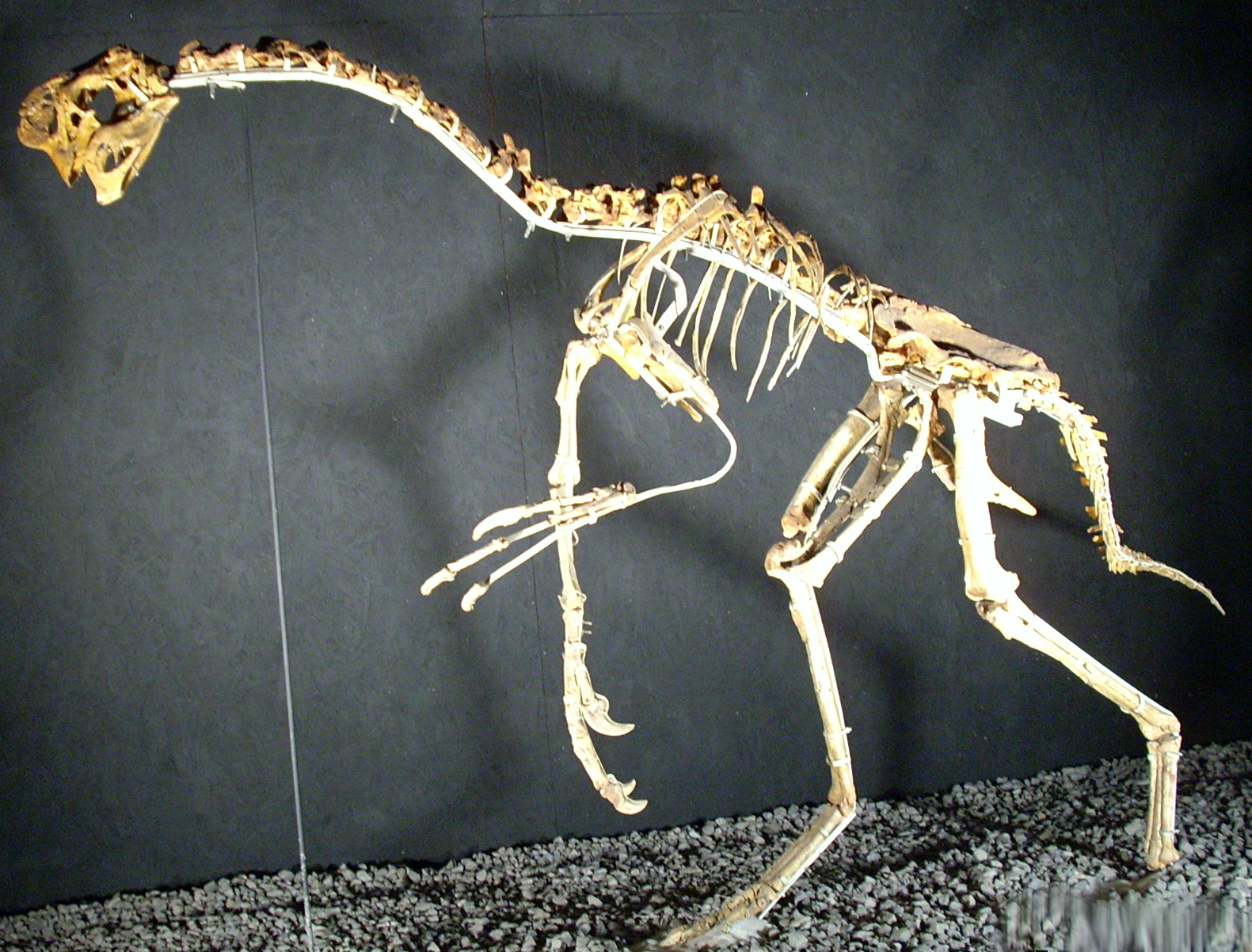
Fósil de un Oviraptor.

Los fósiles tienen una importancia considerable para otras disciplinas, como la Geología o la Biología evolutiva, son las aplicaciones prácticas de la Paleontología.
Basándose en la sucesión y evolución de las especies en el curso de los tiempos geológicos, la presencia de fósiles permite datar las capas del terreno (Bioestratigrafía y Biocronología), con mayor o menor precisión dependiendo del grupo taxonómico y grado de conservación. Así se han establecido la mayor parte de las divisiones y unidades de las escalas cronológicas que se usan en estratigrafía.
Aportan información de paleoambientes sedimentarios, paleobiogeográficas, paleoclimáticas, de la evolución diagenética de las rocas que los contienen, etc.
Los fósiles siguen revisándose, utilizando en cada ocasión técnicas más modernas. La aplicación de esas técnicas conlleva nuevas observaciones que modifican a veces planteamientos previos. Así, por ejemplo, tras una revisión realizada en 2006 con técnicas tomográficas de rayos X, se concluyó que la familia que contiene a los gusanos Markuelia tenía una gran afinidad con los gusanos priapúlidos, y es adyacente a la rama evolutiva de Priapulida, Nematoda y Arthropoda.

## Galería de imágenes

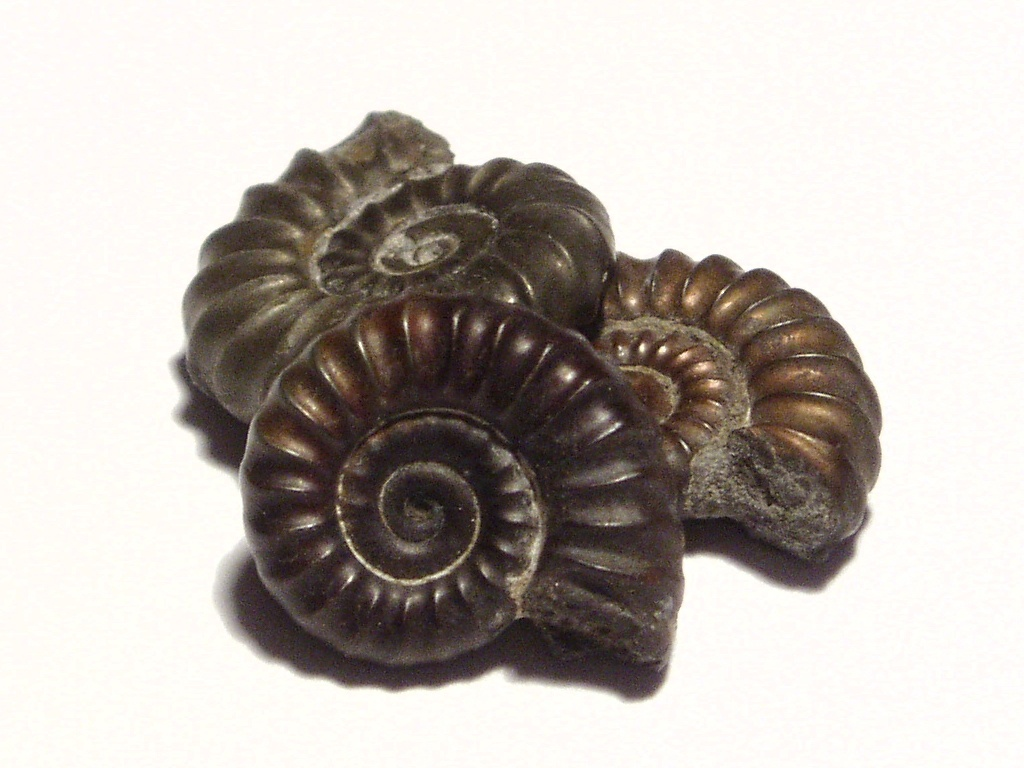
Tres pequeños fósiles de amonites, cada uno de aproximadamente 1,5 cm de diámetro
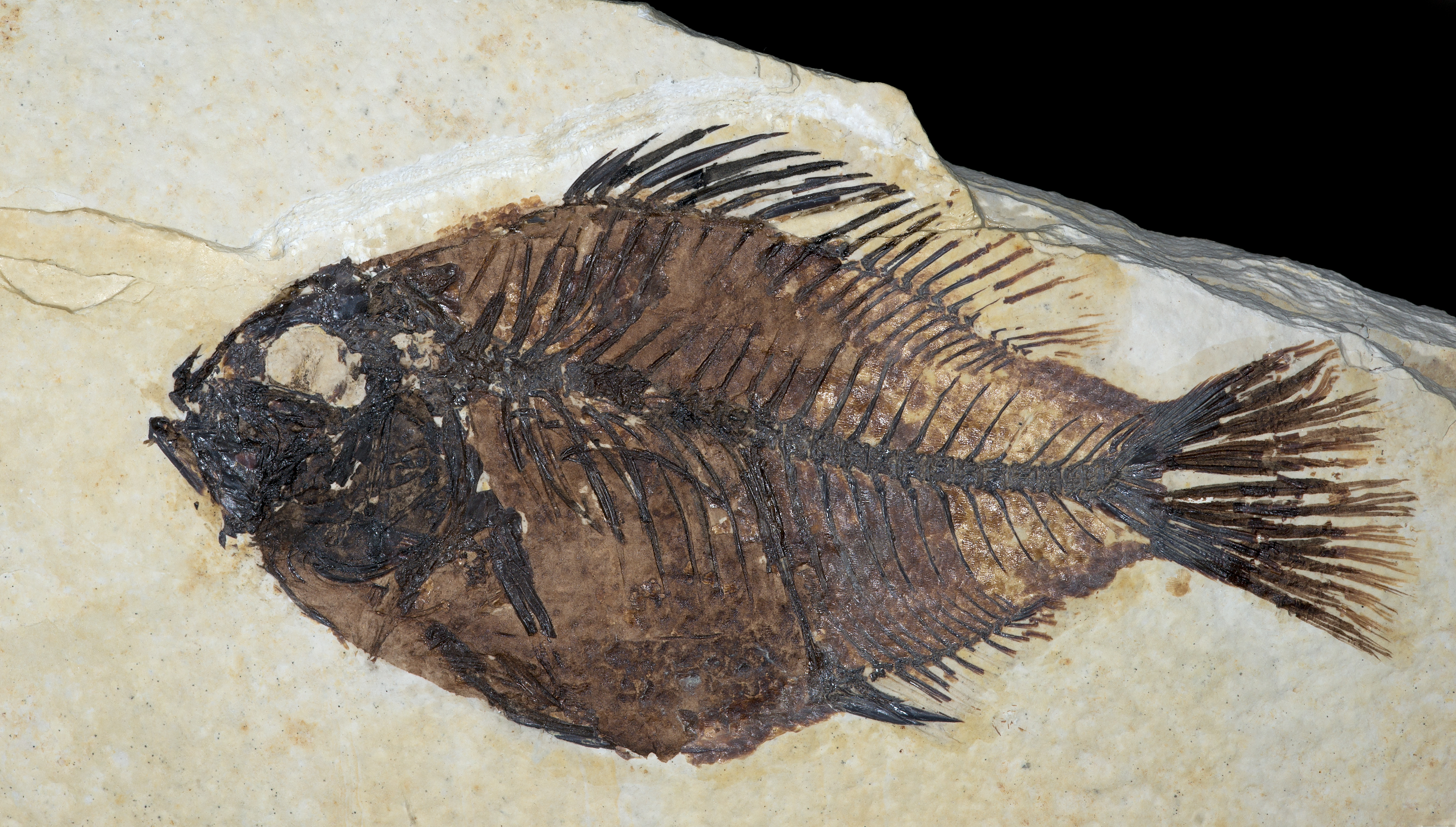
Pez fósil del Eoceno, Priscacara liops, de la formación Green River de Wyoming
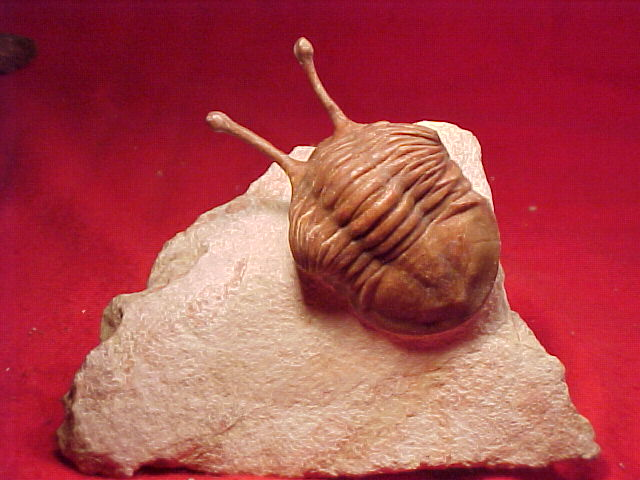
Asaphus kowalewskii, un trilobites permineralizado
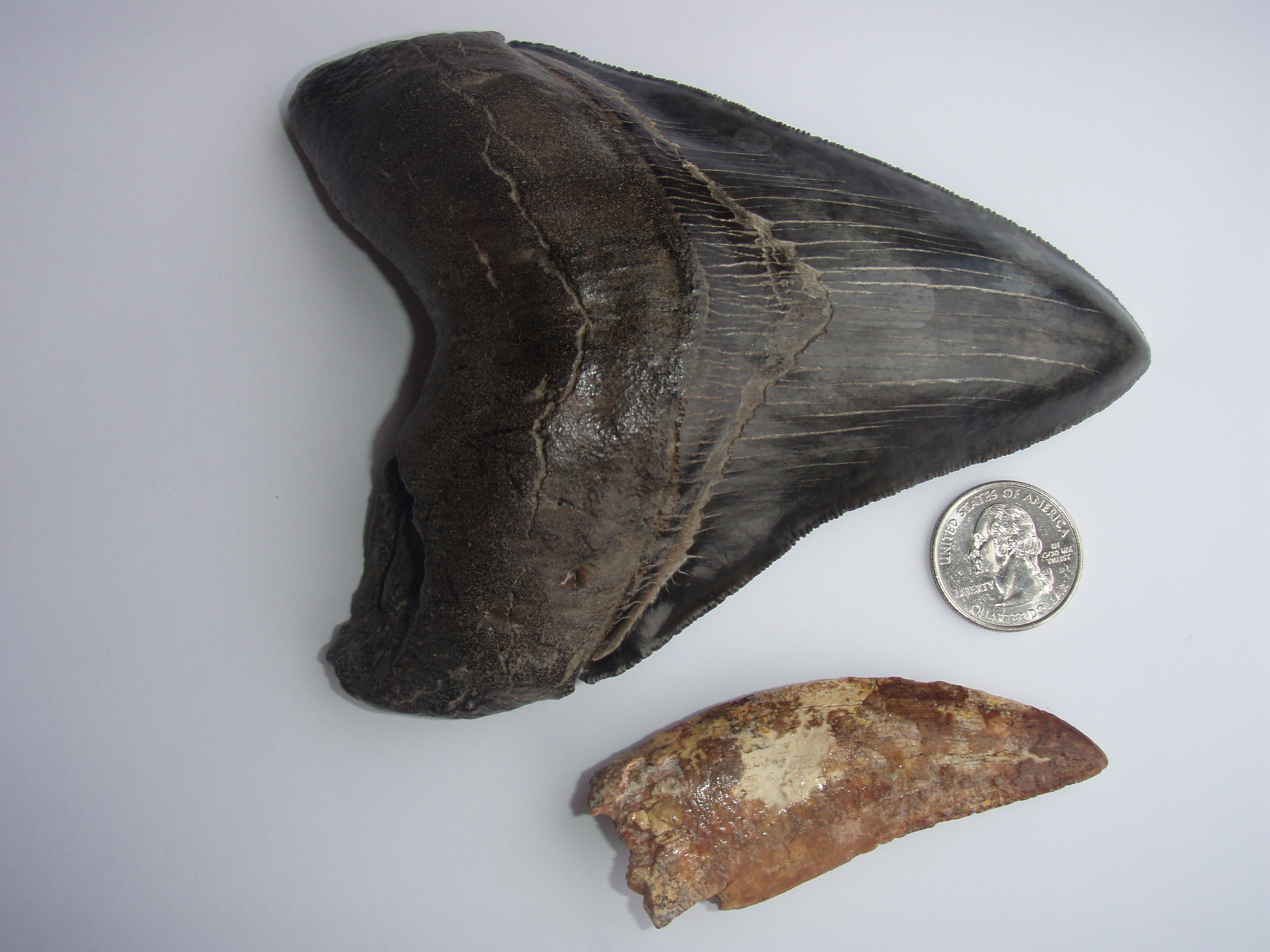
Dientes de megalodón y Carcharodontosaurus. Este último fue encontrado en el desierto del Sahara
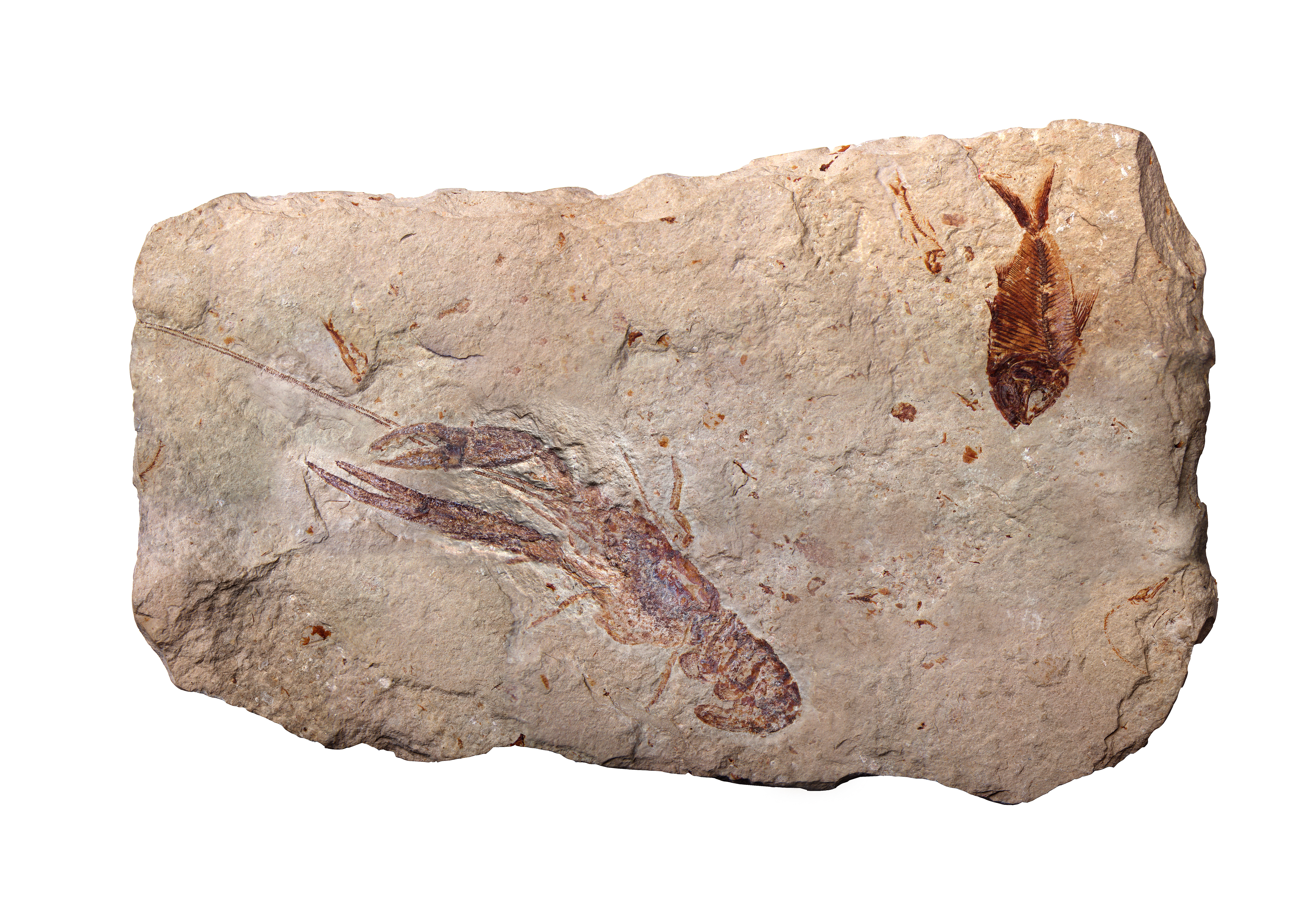
Fósiles de peces y crustáceos marinos del Cenomaniense (Cretácico) del Líbano
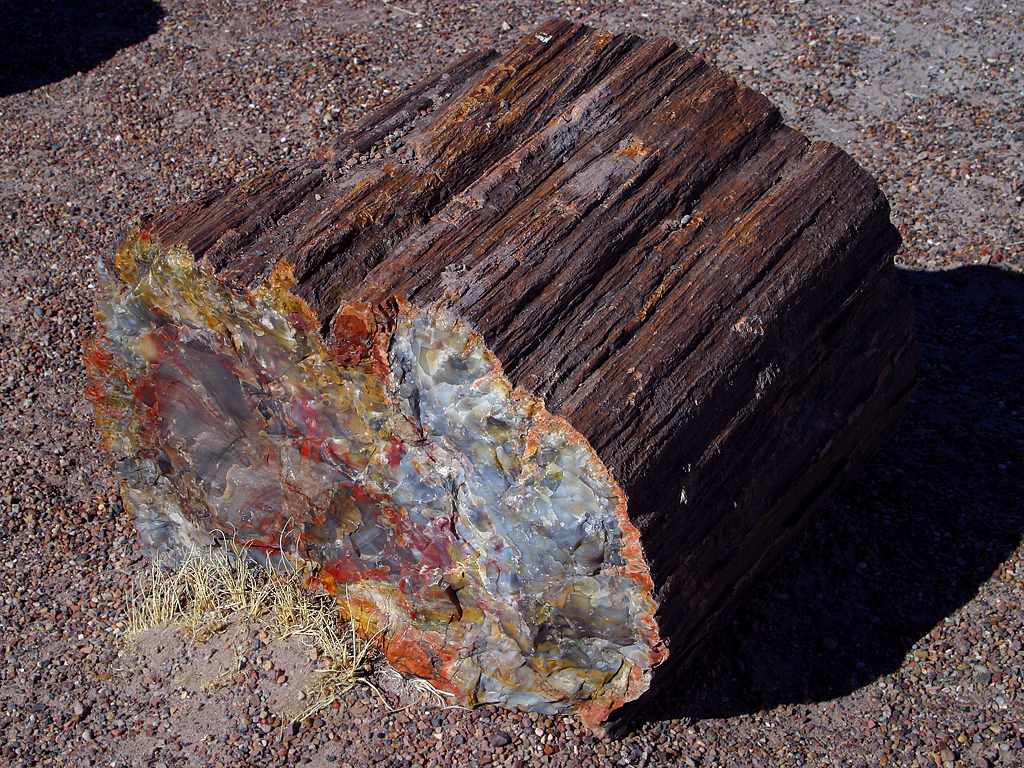
Tronco petrificado del Parque nacional del Bosque Petrificado, Arizona, Estados Unidos
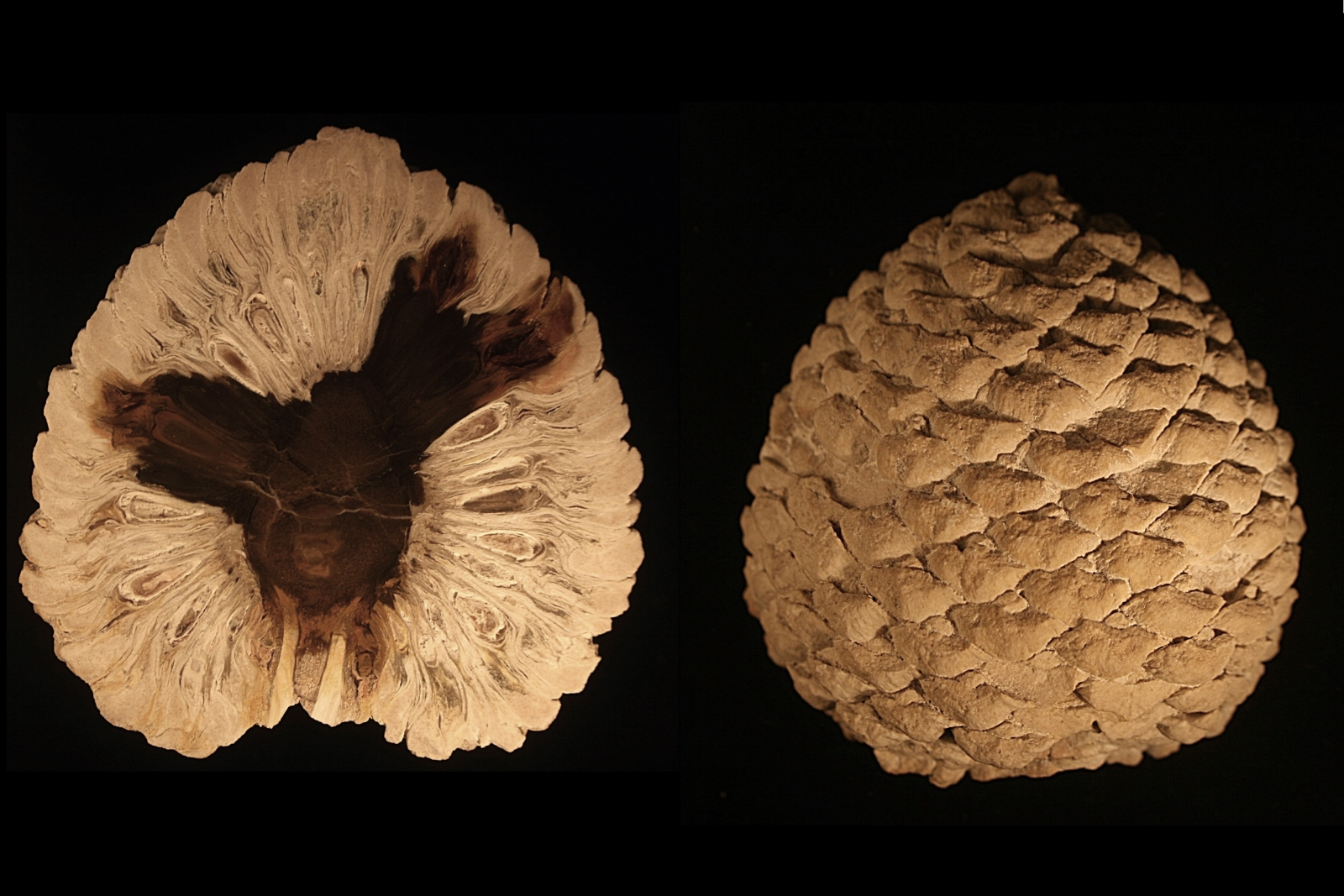
Cono petrificado de Araucaria mirabilis de la Patagonia, Argentina  del período Jurásico (210 Ma aprox.)
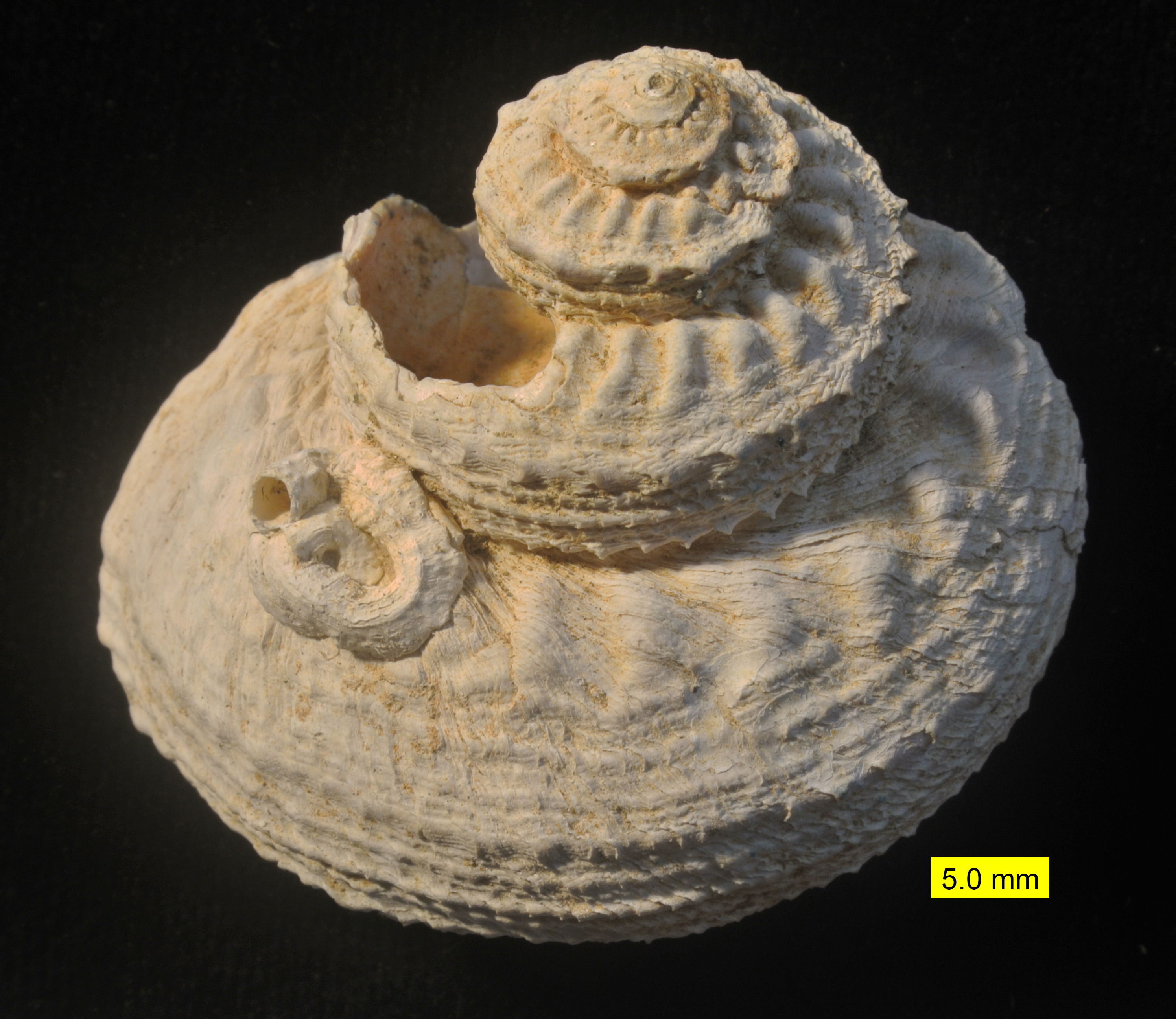
Fósil de gasterópodo del Plioceno de Chipre con el tubo de un gusano serpúlido adherido
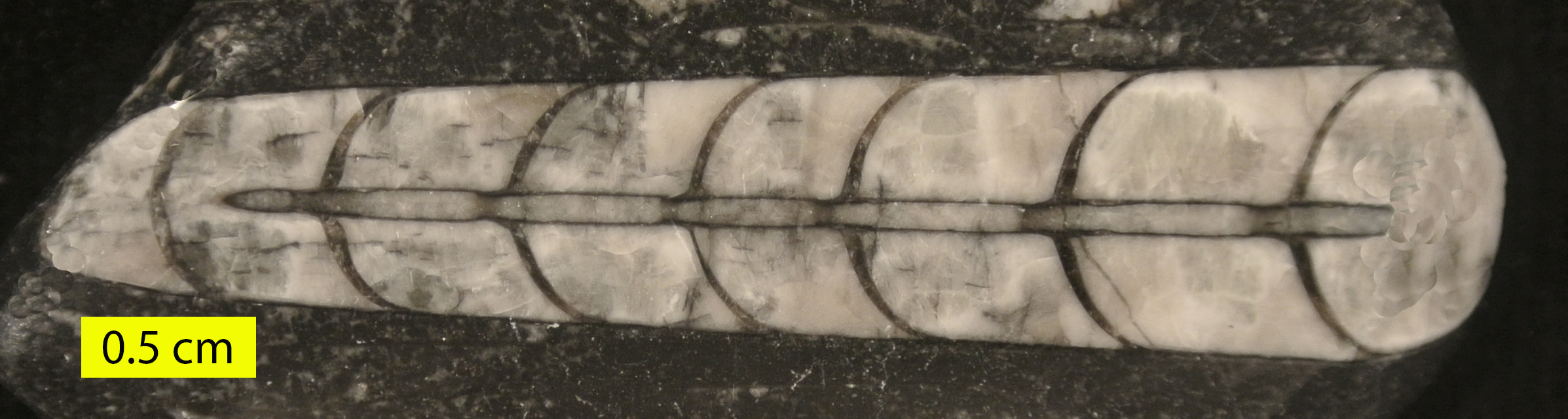
Fósil de Orthoceras del Silúrico
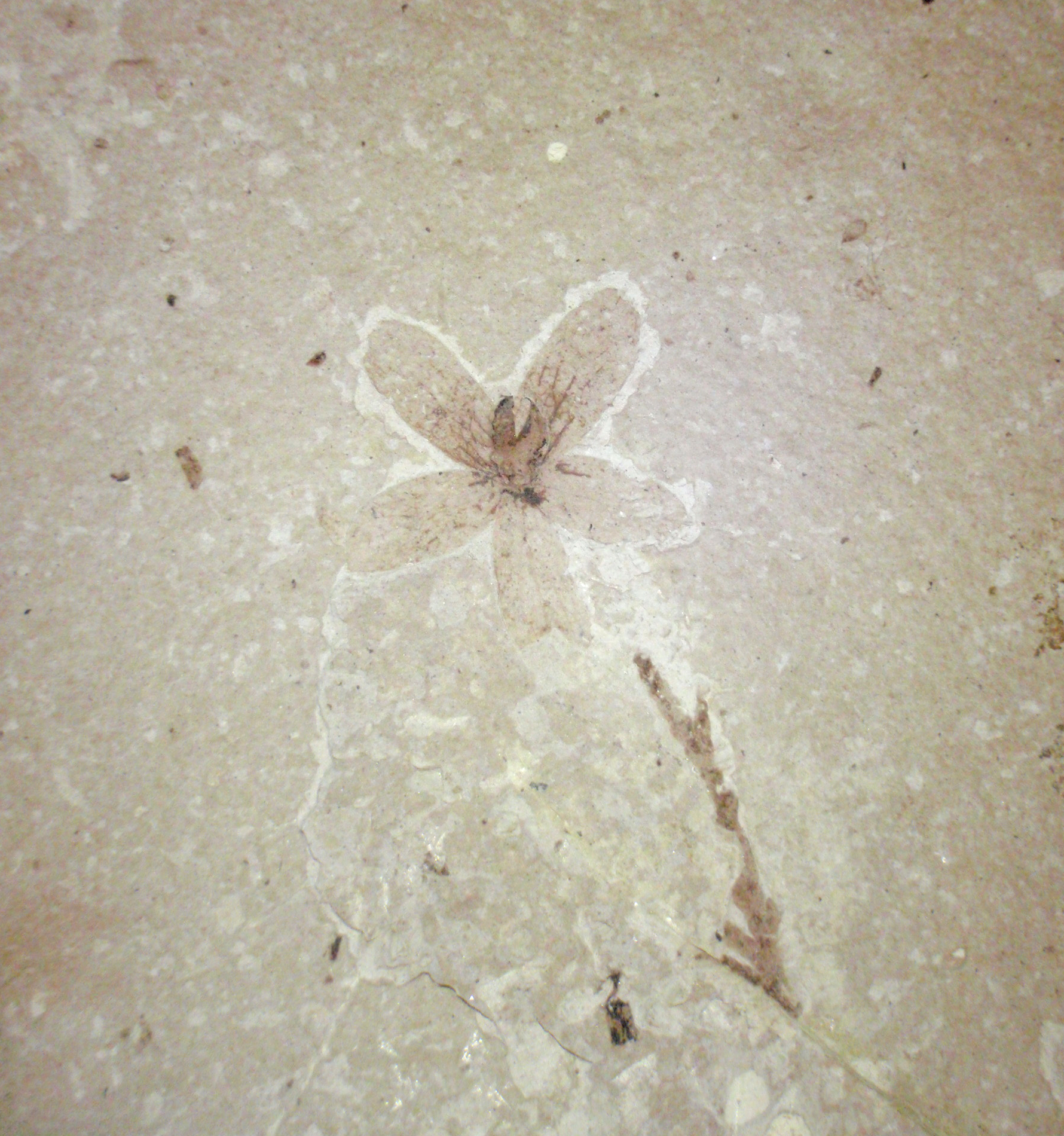
Fósil de una flor del Eoceno, Florissant, Colorado, Estados Unidos
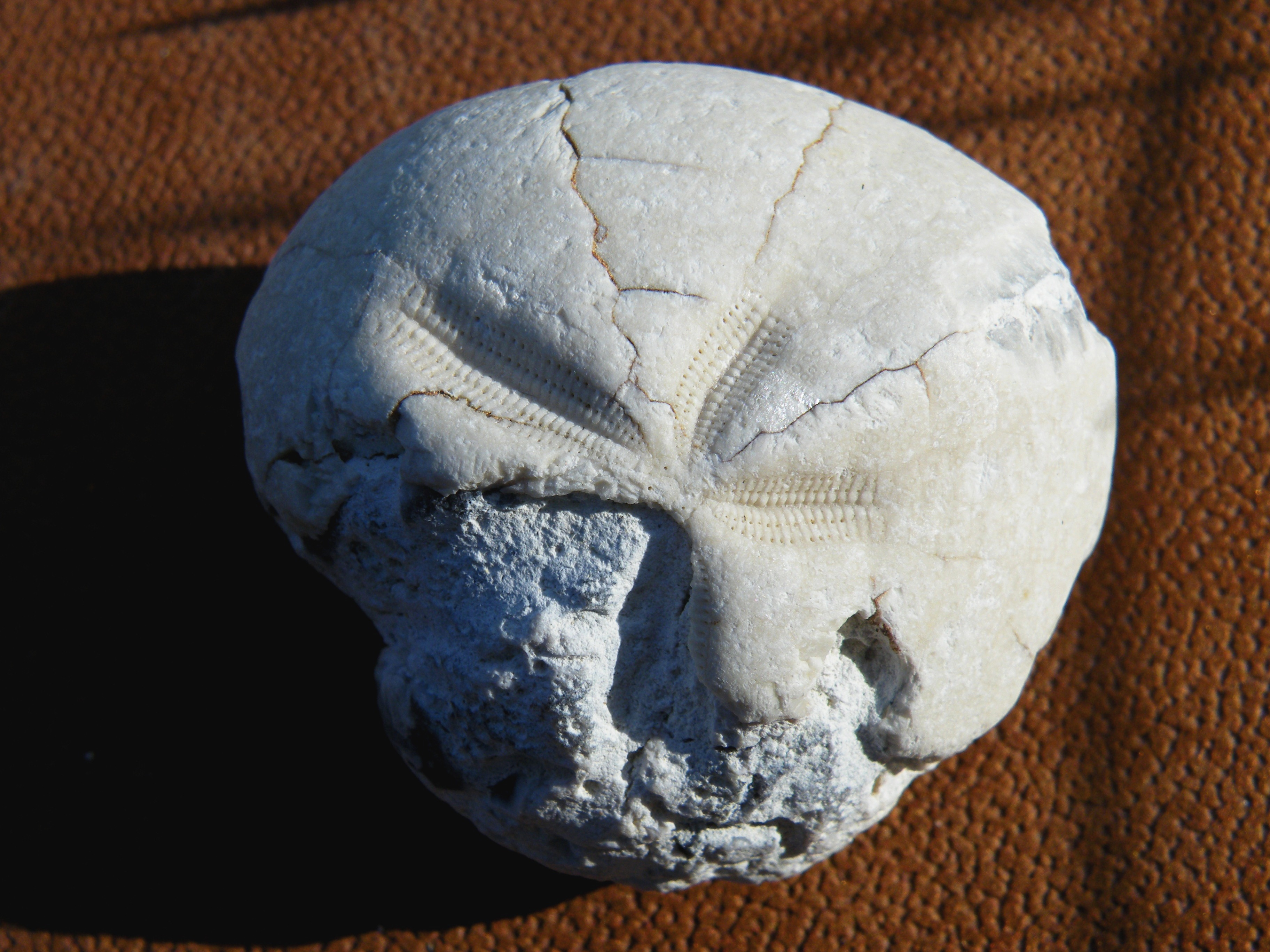
Un fósil de un erizo de mar, Micraster, conocido como «pan de hadas» en el Reino Unido
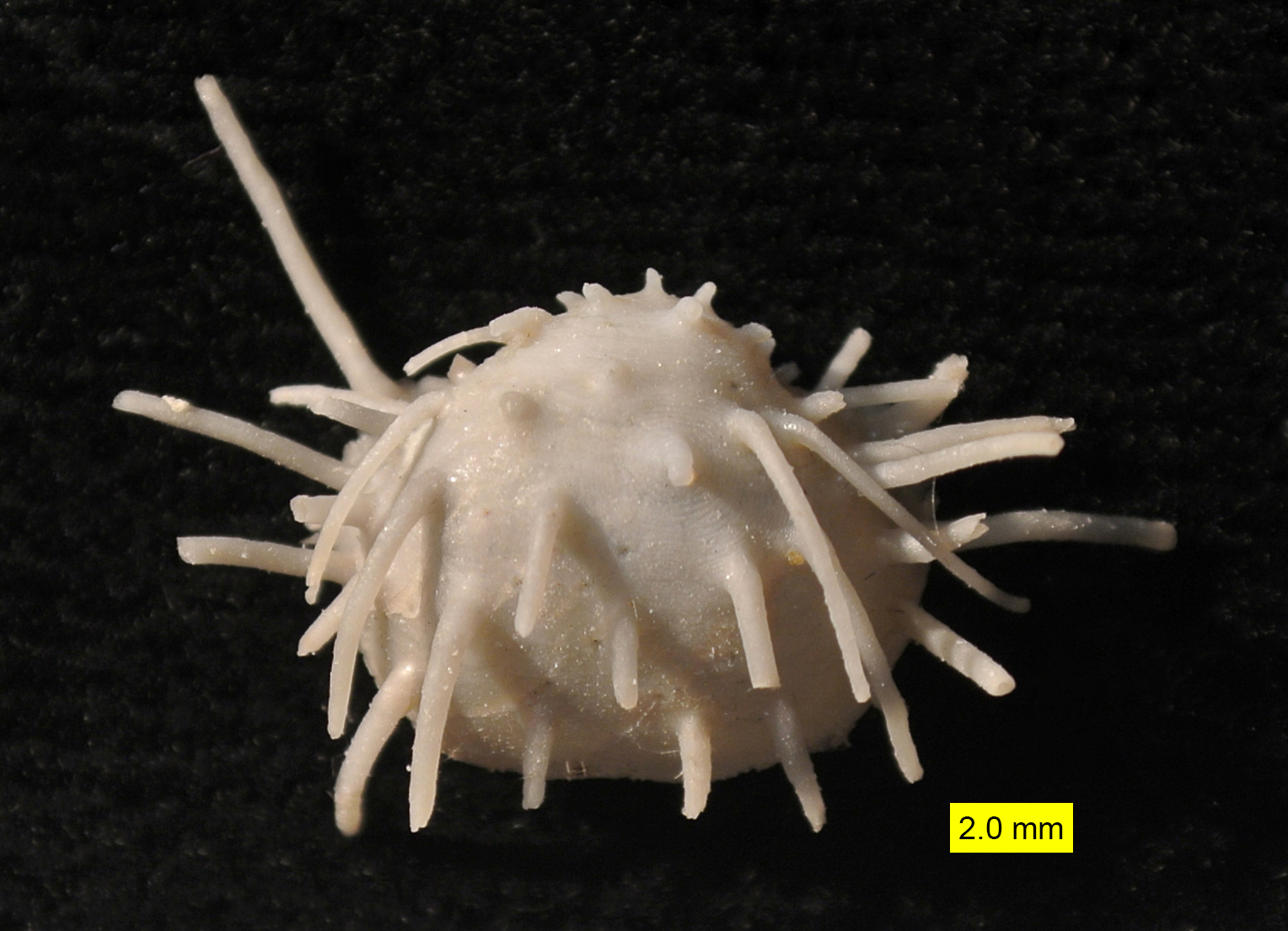
Valva ventral de un braquiópodo del Roadiense (Guadalupiense, Pérmico Medio) de Glass Mountains, Texas, Estados Unidos
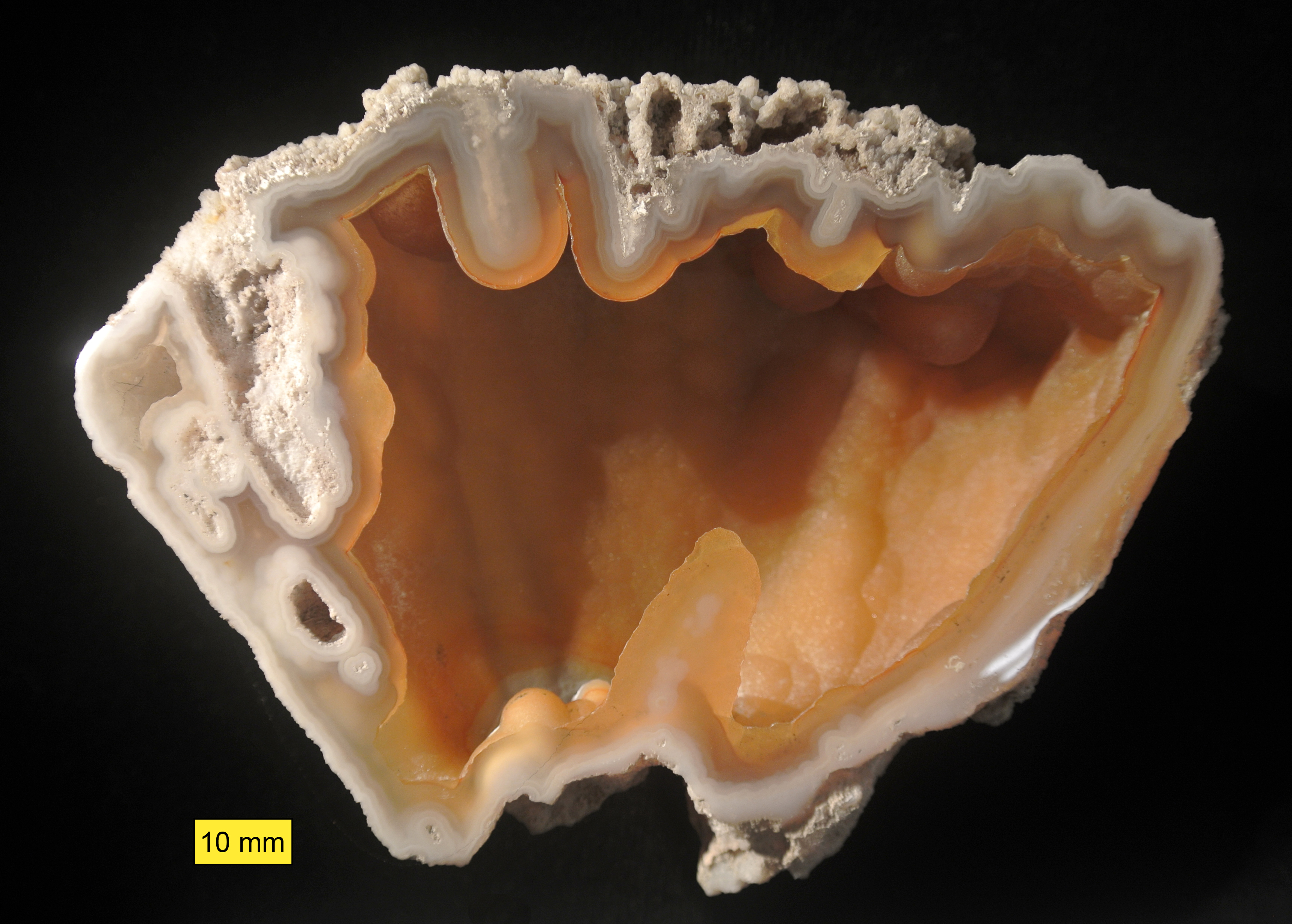
Coral (Oligoceno-Mioceno), Florida, Estados Unidos. Un ejemplo de preservación por sustitución por ágata
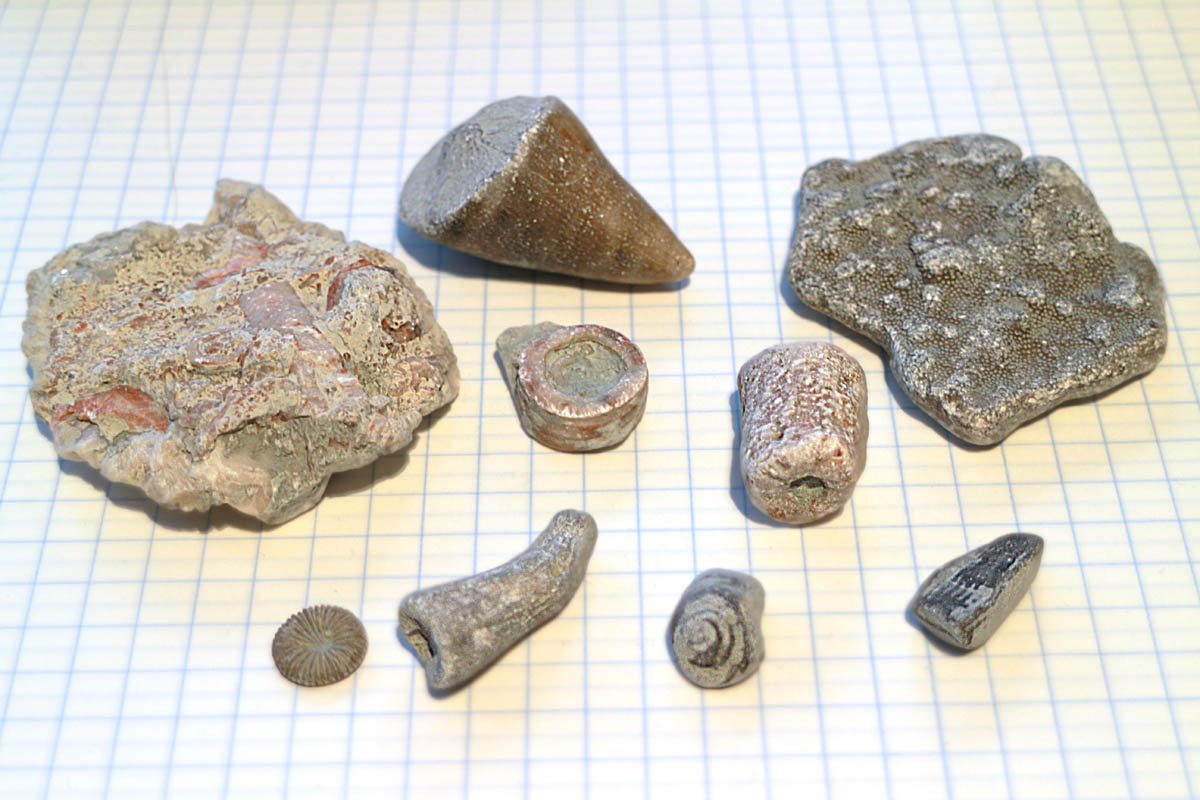
Fósiles de las playas de la isla de Gotlandia, en el Mar Báltico (cuadrículas de 7 mm)